# 역사 (헤로도토스)

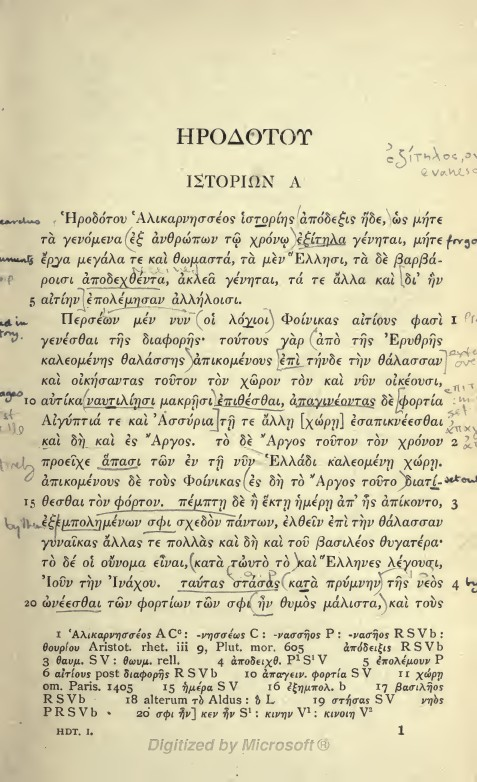
Historiae

《역사》(그리스어: Ἱστορίαι 히스토리아이[*])는 헤로도토스가 지은 역사서이다. 헤로도토스는 이 책을 저술함으로써 서양 문학에서 역사의 초석을 다진 인물로 평가받으며, ‘역사의 아버지’로 불렸다. 이 책이 완전히 편향되지 않은 기록은 아니지만, 여전히 서양에서 이 사건들에 대한 가장 중요한 자료 중 하나로 남아 있다. 또한, 이 책은 (그 이전에도 역사 기록과 연대기가 존재했지만) 서양 세계에서 역사의 장르와 연구를 확립했다.
《역사》는 기원전 5세기의 페르시아 제국과 그리스 도시 국가들 간의 그리스-페르시아 전쟁의 배경과 사건, 원인을 기록한 가장 초기의 자료 중 하나이기도 하다. 헤로도토스는 이 분쟁을 한편으로는 노예 상태(페르시아인)의 세력과 다른 한편으로는 자유(아테네인과 침략자에 맞서 연합한 그리스 도시 국가들의 연맹)의 세력 간의 충돌로 묘사한다. 《역사》는 어느 시점에 현대판에서 보이는 아홉 권으로 나뉘었으며, 이들은 관례적으로 아홉 무세이의 이름을 따서 명명되었다.
헤로도토스의 《역사》 중 현존하는 가장 오래된 사본은 기원후 9세기에서 10세기로 거슬러 올라가는 비잔티움 제국 시대의 필사본들(코덱스 라우렌티아누스 코덱스 A)이다.
헤로도토스는 이 책을 저술함으로써 ‘역사의 아버지’로 불렸다. 기원전 5세기의 페르시아 제국 아케메네스 왕조와 고대 그리스 여러 폴리스 간의 전쟁(그리스-페르시아 전쟁)을 중심 주제로 페르시아의 건물과 확장, 오리엔트 세계의 역사, 풍속과 전설을 장식한 지리지이기도 하다. 기원전 443년, 아테네를 따르 남부 이탈리아(마그나 그라이키아)의 토우리오이 시의 식민지 개척에 헤로도토스도 참여하여 이 땅에서 글을 썼다. 이오니아 방언으로 묘사되어 있다.
헤로도토스는 고대 세계를 여행하고 각지의 이야기를 모아 놓고 수록한 것으로 보인다. 따라서 의심스러운 이야기도 많이 있다. 10세기 후반에 동로마 제국에서 편찬된 《수다사전》에 의하면, 헤로도토스는 통치자에 대항한 쿠데타에 참가했기 때문에 할리카르낫소스에서 추방되었다고 한다.여행은 이 기회에 이루어졌다고 볼 수 있다.
그리스와 페르시아의 분쟁 원인으로 헤로도토스는 절대 권력을 가진 페르시아 왕과 민주적 행정부를 가진 그리스의 이데올로기의 차이가 원인이라고 언급하고 있다. 유명한 마라톤 전투는 제6권에 포함되어 있다.

## 집필 동기
헤로도토스는 고대 세계를 광범위하게 여행하며 자신의 책을 위한 이야기를 인터뷰하고 수집했다고 주장하는데, 이 책의 내용은 거의 전부 페르시아 제국의 영토를 다룬다. 《역사》의 서두에서 헤로도토스는 자신의 집필 이유를 다음과 같이 밝힌다.
여기 할리카르나소스의 헤로도토스가 수행한 탐구의 결과가 제시되어 있다. 목적은 인간사의 흔적이 시간에 의해 지워지는 것을 막고, 그리스인과 비그리스인 모두가 이룬 중요하고 놀라운 업적의 명성을 보존하는 것이다. 특히 다루는 문제 중 하나는 그리스인과 비그리스인 간의 적대 행위의 원인이다.
— 헤로도토스, 《역사》, 로빈 워터필드 번역 (2008)

## 개요
아시아와 유럽 사이의 항쟁, 유래로부터 페르시아 전쟁의 종결에 이르기까지 저술되어 있는데 제9권은 미완성이다. 과거의 위업을 후세의 기억 속에 남긴다는 지극히 서사시적 발상 하에 지리·풍속·역사·삽화·종교 등 너무나도 다양한 사항이 수록되어 있다. 이것이 때때로 주제에서 이탈함으로써 보기에 따라 전체의 통일성이 결여된 듯하다. 그러나 이러한 다양한 사항을 동서간의 항쟁이라는 일관된 역사적 전체 속에 집어넣고 페르시아 전쟁도 그 한 부분으로서 파악한 데에 《역사》의 구성상 통일이 있고 그의 역사적 달관이 담겨 있다.
《역사》의 문체가 지니는 매력은 다양성과 유연성에 있다. 직설적인 묘사와 과학적 산문이라고 할 건조한 문체, 또한 줄거리의 교묘함, 서사시적 웅대함, 즐거움을 주면서 가르치는 수완, 낭독하는 것을 목적으로 한 점 등이 헤로도토스가 ‘산문의 호메로스’로 불리는 이유이다.

## 출간 역사
필사본 전승의 주요 출처는 다음과 같다:
| 본문 | 도서관                 | 서지번호               | 연대 (세기)   | 링크  |
| ---- | ---------------------- | ---------------------- | ------------- | ----- |
| A    | 라우렌티아나           | Plutei 70.03           | 10세기        | [ 5 ] |
| B    | 안젤리카누스           |                        | 11세기        |       |
| D    | 바티칸                 | gr 2369                | 10세기/12세기 |       |
| R    | 바티칸                 | gr 123                 | 14세기        |       |
| S    | 임마누엘 칼리지 도서관 | '상크로프티아누스'     | 14세기        | [ 6 ] |
| U    | 바티칸                 | Urbinas 88             |               |       |
| C    | 라우렌티아나           | conventi soppressi 207 | 11세기        |       |
| E    | 프랑스 국립도서관      | suppl. 134             | 13세기        |       |
| P    | 프랑스 국립도서관      | gr. 1633               | 14세기        |       |

또한, 많은 초기 파피루스들이 현존한다:
| 보관처               | 참고 자료          | 연대 (세기) | 부분                        | 출처        |
| 옥스퍼드             | P.Oxy 1619         | 1세기 후반  | 제3권                       | [ 7 ] [ 8 ] |
|                      | P.Oxy 1375         | 1세기-2세기 |                             |             |
| 옥스퍼드             | P.Oxy 2099         | 2세기 초    | 제8권                       | [ 9 ]       |
|                      | P.Oxy 1092         | 2세기       |                             |             |
|                      | P.Oxy 1244         | 2세기       |                             |             |
| 옥스퍼드             | P.Oxy 2095         | 2세기       | 제1권                       | [ 10 ]      |
| 옥스퍼드             | P.Oxy 2097         | 2세기       | 제1권                       | [ 11 ]      |
| 옥스퍼드             | P.Oxy 2096         | 2세기 후반  | 제1권                       | [ 12 ]      |
| 옥스퍼드             | P.Oxy 2098         | 2세기 후반  | 제7권                       | [ 13 ]      |
|                      | P.Oxy 19           | 2-3세기     | 제1권 76장                  | [ 14 ]      |
|                      | P.Oxy 18           | 3세기       | 제1권 105-6장               | [ 14 ]      |
|                      | P.Oxy 695          | 3세기       |                             |             |
| 옥스퍼드             | P.Oxy. XLVIII 3378 |             | 제3권 37.2                  | [ 15 ]      |
| 옥스퍼드             | P.Oxy. LXV 4455    |             | 제5권 해설                  | [ 16 ]      |
| 옥스퍼드             | P.Oxy. XLVIII 3377 |             | 제2권 161.1-3장             | [ 17 ]      |
| 옥스퍼드             | P.Oxy. XLVIII 3379 |             | 제4권 168.1-2장             |             |
| 옥스퍼드             | P.Oxy. XLVIII 3380 |             | 제5권 30.1-3장              |             |
| 옥스퍼드             | P.Oxy. XLVIII 3382 |             | 제8권 1.1-2장               |             |
| 옥스퍼드             | P.Oxy. XLVIII 3381 |             | 제7권 169.2-170.1장         |             |
| 옥스퍼드             | P.Oxy. XLVIII 3383 |             | 제8권 2.2-5.1장             |             |
| 옥스퍼드             | P.Oxy. XLVIII 3373 |             | 제1권 51.4-54.1장           |             |
| 옥스퍼드             | P.Oxy. XLVIII 3372 |             | 제1권 6.2-9.2장             |             |
| 옥스퍼드             | P.Oxy. XLVIII 3375 |             | 제1권 61.2-62.2장           |             |
| 옥스퍼드             | P.Oxy. XLVIII 3374 |             | 제1권 57.3장                |             |
| 옥스퍼드             | P.Oxy. XLVIII 3376 |             | 제1권 187장, 제2권 51-141장 |             |
| 바이에른 주립도서관  | Pap.graec.mon. 89  | 1세기-2세기 |                             | [ 18 ]      |
| 대영도서관           | Papyrus 1109       | 1세기-2세기 |                             |             |
| 라이랜즈             | 파피루스           | 2세기       |                             | [ 19 ]      |
| 피어폰트 모건 도서관 | Amherst papyri     | 3세기       |                             | [ 20 ]      |
| 대영도서관           | 밀네 No. 103       | 4세기       |                             |             |

## 구성
기원전 431년부터 기원전 425년 사이에 집필된 것으로 보이는 《역사》는 언뜻 보기로는 무계획적인 것처럼 보이지만, 그것은 서사시와 비극의 영향을 받은 것으로 생각되며, 실제로는 정연한 구성을 이루고 있다. 헤로도토스는 과거의 사실(史實)을 시가(詩歌)가 아닌 실증적 학문의 대상으로 삼은 최초의 그리스인으로, 《역사》는 그리스 산문사상 최초의 걸작으로 평가된다. 《역사》는 동서분쟁이라는 관점에서 중요한 그리스-페르시아 전쟁(기원전 499~479년)의 역사를 쓴 것으로 후대의 알렉산드리아 학자들이 편의상 아홉 개 부분으로 나눈 것으로 알려져 있다. 그러나 헤로도토스 자신이 9개의 파피루스 두루마리로 된 《역사》를 청중 앞에서 직접 낭독했다는 카그나치의 주장도 있다. 카그나치에 의하면 《역사》 9권은 각기 3개(제5권은 4개)의 낭독 단위로 나뉘어 전부 28개로 구성되어 있었고 그 각각은 대략 4시간에 걸쳐 청중에게 낭독되었다는 것이다.
내용을 보면 1권에서 6권까지는 페르시아 제국의 성장을 다루고 있다. 최초의 아시아 군주인 리디아(Lydia)의 크로이소스(Croesus : 595 BC~546 BC)가 그리스 도시국가들을 정복하는 것에서 시작해 마라톤 전투(19강 講)에서 페르시아인들이 패퇴하는 것으로 끝난다. 다음 7∼9권은 10년 후 마라톤 패배를 복수하고 그리스를 페르시아 제국에 흡수하려는 크세르크세스 왕의 기도를 묘사한다. 이어서 제 22강에서는 테르모필레 전투를, 제 24강에서는 살라미스 해전을 묘사하고 있으며, 제 26강의 페르시아의 패퇴에 이어 아테네 제국이 수립되는 제 28강에서 내용이 끝난다.

### 제1권 (클리오)
- 이오, 에우로페, 메데이아의 납치 사건은 파리스가 헬레네를 납치하는 동기가 된다. 이후의 트로이 전쟁은 아시아와 유럽 민족 간의 미래 갈등의 전조로 기록된다. (1.1–5)[22]
- 콜키스, 콜키스인들, 그리고 메데이아. (1.2.2–1.2.3)
- 아나톨리아 서해안(튀르키예 현재): 칸다울레스, 기게스, 아르디스, 사디아테스, 알리아테스, 크로이소스 (1.6–7)
- 칸다울레스가 자신의 경호원 기게스에게 아내의 나체를 보게 한 경위. 발각되자 아내는 기게스에게 칸다울레스를 살해하거나 죽음을 택할 것을 명한다.[1]
- 기게스가 어떻게 칸다울레스로부터 왕국을 빼앗았는가 (1.8–13)
- 돌고래를 탄 가수 아리온 (1.23–24)
- 솔론이 크로이소스의 질문에 대해 테루스가 세상에서 가장 행복한 사람이라고 답한 것 (1.29–33)
- 크로이소스가 아들 아티스를 보호하려는 노력, 아드라스투스에 의한 아들의 사고사 (1.34–44)
- 크로이소스의 신탁 테스트 (1.46–54)
- 크로이소스가 페르시아인을 공격해야 할지에 대한 델포이 신탁의 답변 (그 모호함으로 유명하다): 만약 공격하면, 위대한 제국이 몰락할 것이다.
- 페이시스트라토스의 아테네 참주로서의 권력 부침 (1.59–64)
- 스파르타의 부상 (1.65–68)

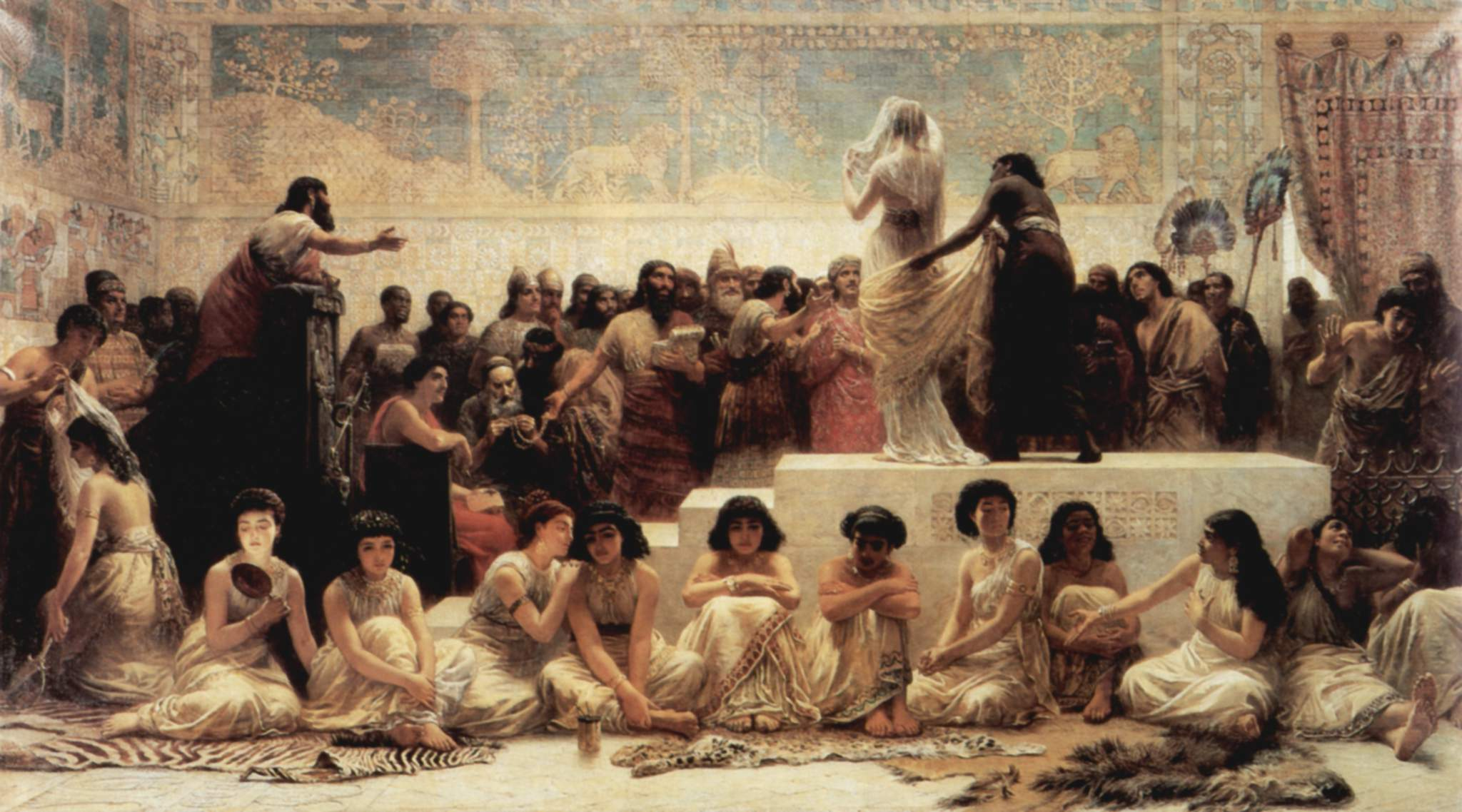
헤로도토스 《역사》 제1권에 묘사된 바빌론의 결혼 시장에 대한 에드윈 롱의 1875년 해석

- 카파도키아인, 마티에니인, 프리기아인, 파플라고니아인 등 여러 아나톨리아 부족의 지리적 위치 묘사. (1.72)
- 할리스 전투; 탈레스가 기원전 585년 5월 28일 일식을 예언하다 (1.74)
- 키루스 2세에 의한 크로이소스의 패배, 그리고 그가 나중에 키루스의 조언자가 된 과정 (1.70–92)
- 티레니아인(에트루리아인)의 리디아인 유래: "그리하여 제비뽑기에 따라 한 무리는 고향을 떠나 스미르나로 내려와 배를 건조하고, 배에 실을 수 있는 모든 물품을 싣고 항해하여 생계와 새로운 땅을 찾으러 떠났다. 마침내 여러 민족과 함께 지내다가 움브리인에게 도착하여 도시를 세우고 그곳에서 계속 살았다. 그들은 더 이상 자신들을 리디아인이라 부르지 않고, 자신들을 이끌었던 왕자의 이름을 따서 티레니아인이라고 불렀다." (1.94)[23]
- 메디아의 통치자들: 데이오케스, 프라오르테스, 키악사레스, 아스티아게스, 키루스 2세 (1.95–144)
- 메디아인에 대한 데이오케스의 부상
- 아스티아게스의 키루스 파괴 시도와 키루스의 권력 부상
- 하르파고스가 아들을 먹도록 속임수를 당한 일, 그리고 키루스를 도와 아스티아게스에게 복수한 일
- 페르시아인의 문화
- 이오니아인의 역사와 지리, 그리고 하르파고스의 공격
- 팍티아스가 리디아인들을 반란으로 이끈다. 반란은 실패하고 그는 키메의 마자레스에게 피신한다.
- 아시리아의 문화, 특히 바빌론의 도시 건설과 개선, 그리고 그 백성의 생활 방식
- 키루스의 바빌론 공격, 디얄라강에 대한 복수와 도시 진입을 위한 그의 유명한 방법 포함
- 마사게타이족에 대한 키루스의 불운한 공격, 그의 죽음으로 이어짐

### 제2권 (에우테르페)

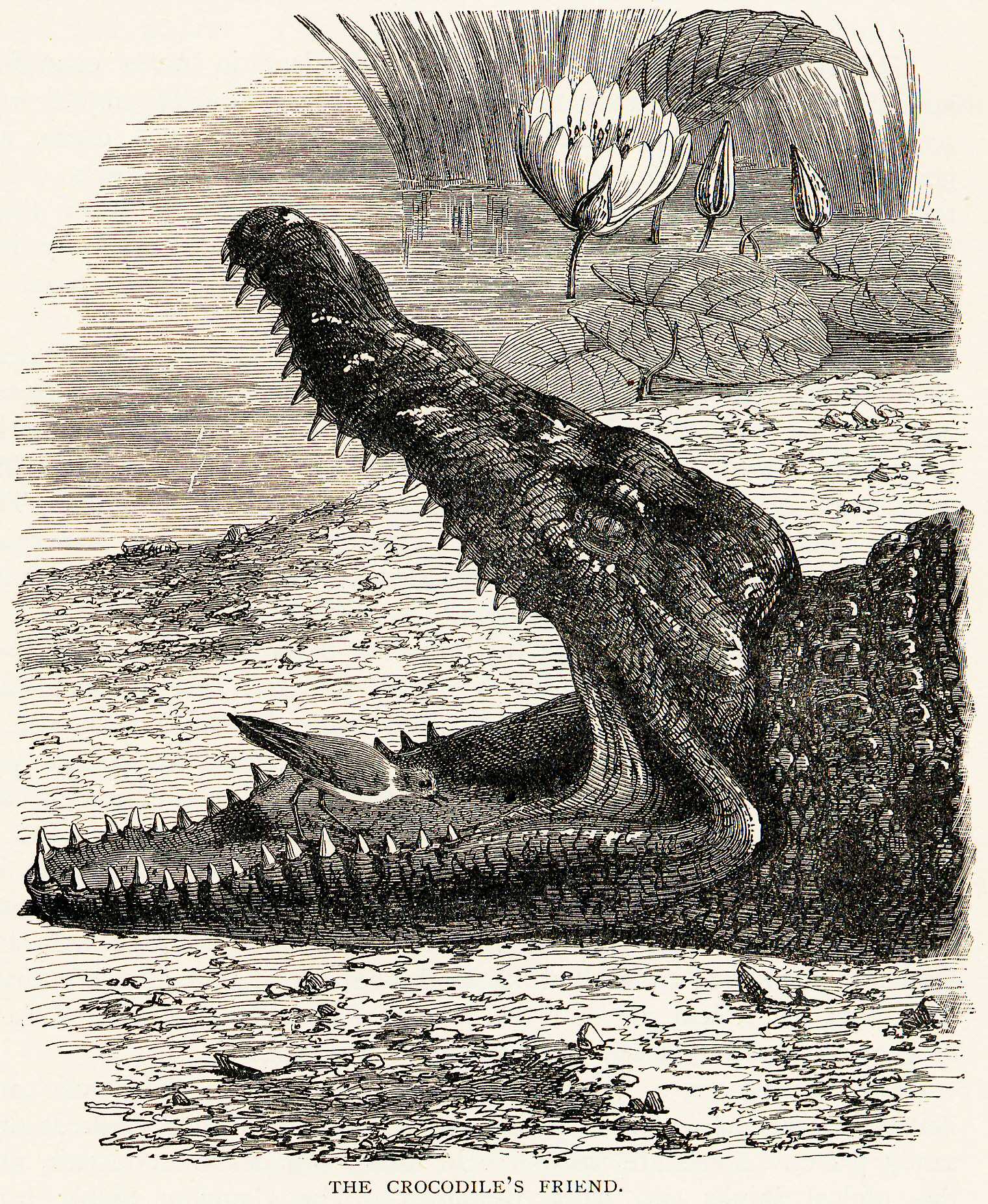
나일악어가 악어새에게 입안의 거머리를 먹게 하는 모습. 헨리 셰런의 1906년 그림

- 언어에 노출되지 않은 아이들을 사용하여 프리기아인들의 고대성을 증명
- 고대 이집트의 지리, 관습, 역사 (2–182절)
- 나일강에 대한 추측 (2–34절)
- 이집트의 종교적 관습, 특히 그리스인들과 다른 점 (35–64절)
- 이집트의 동물들: 고양이, 개, 악어, 하마, 수달, 불사조, 신성한 뱀, 날개 달린 뱀, 따오기
- 이집트의 문화: 의학, 장례 의식, 음식, 배[25]
- 이집트의 왕들: 메네스, 니토크리스, 모에리스, 세소스트리스, 페론, 프로테우스
- 스파르타의 헬레네와 파리스의 이집트 체류, 트로이 전쟁 직전 (2.112–120)[26]
- 이집트의 더 많은 왕들: 람프시니트 (영리한 도둑 이야기), 쿠푸 (기자의 대피라미드를 기계로 건설), 카프레, 멘카우레, 아시키스와 에티오피아 정복자 샤바카, 아니시스, 세토스, 아마시스 2세 (그리고 그의 권력 상승)
- 사제들의 계보
- 미궁
- 이집트의 더 많은 왕들: 12명의 왕, 프삼메티코스 1세 (그리고 그의 권력 상승), 네코스, 프삼미스, 아프리에스, 아마시스 2세 (그리고 그의 권력 상승)

### 제3권 (탈리아)
- 캄비세스 2세(키루스 2세의 아들이자 페르시아 왕)의 이집트 공격, 그리고 이집트 왕 프삼메티코스 3세의 패배.
- 캄비세스의 아이티오피아 공격 실패
- 캄비세스의 광기
- 사모스섬의 왕 폴리크라테스의 행운
- 코린토스와 코르키라의 왕 페리안드로스, 그리고 그의 고집불통 아들
- 페르시아에서 두 마기의 반란과 캄비세스의 죽음
- 마기들을 제거하려는 7인의 음모
- 다리우스 1세의 부상
- 20개 사트라프
- 인도의 문화와 금을 채취하는 방법
- 아라비아의 문화와 향신료 채취 방법
- 다섯 개의 문이 있는 침수된 계곡
- 오로테스(사르디스 총독)의 폴리크라테스에 대한 음모
- 의사 데모케데스
- 사모스의 총독 실로손의 부상
- 바빌론의 반란과 조피루스의 계책에 의한 진압

### 제4권 (멜포메네)
- 흑해 북부 지역의 스키티아인 역사
- 기적의 시인 아리스테아스
- 스키티아의 지리

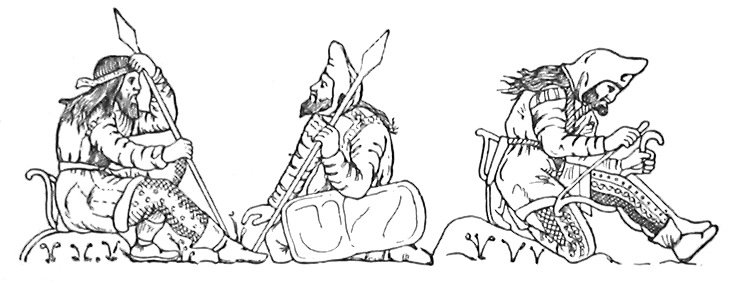
케르치 근처 쿨오바 쿠르간 매장지에서 발견된 호박금 잔에 새겨진 인물을 본떠 그린 스키티아 전사들 (에르미타시 박물관, 상트페테르부르크)

- 스키티아 너머 지역 주민들: 사우로마타이, 부디니, 티사게타이, 아르기파이아인, 이세도네스, 아리마스피, 히페르보레아인
- 리비아(아프리카), 아시아, 유럽의 비교
- 스키티아의 강들: 이스테르, 티라스, 히파니스, 보리스트네스, 판티카페스, 히파키리스, 게르루스, 타나이스
- 스키티아인들의 문화: 종교, 매장 의식, 제노포비아 (아나카르시스와 스킬라스 이야기), 인구 (59–81절)

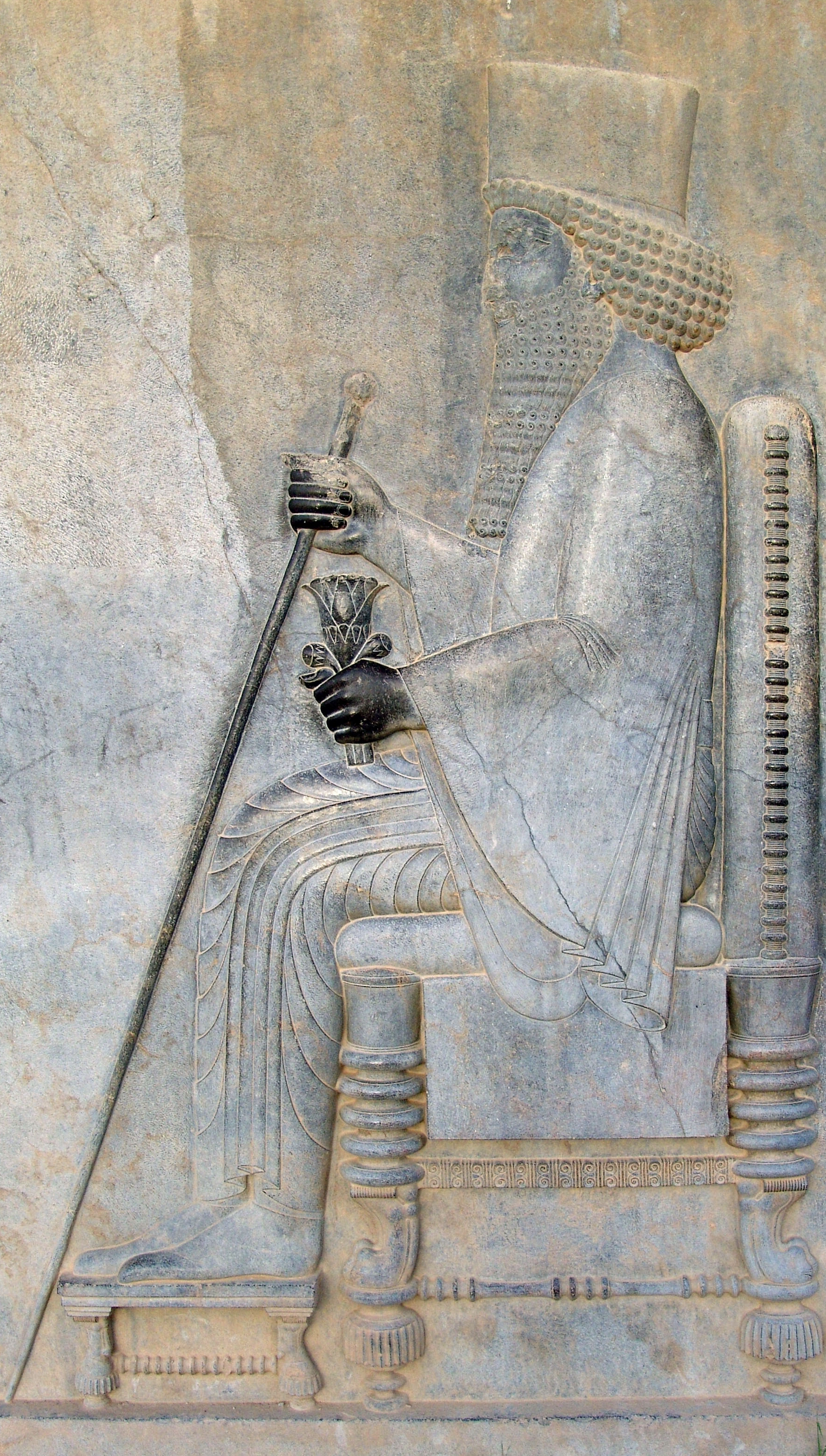
다리우스 1세 부조, 페르세폴리스

- 다리우스의 스키티아 공격 시작, 보스포루스 해협의 부교 포함
- 게타이족의 잔인한 잘목시스 숭배
- 주변 민족들의 관습: 타우리, 아가티르시, 네우로이, 안드로파기(식인종), 멜란클라이니, 겔로니, 부디니, 사우로마타이
- 스키타이족과 아마조네스의 구혼, 사우로마타이족 형성
- 다리우스의 스키티아 공격 실패와 그에 따른 후퇴
- 미니아족(아르고나우타이의 후손) 이야기와 키레네 건국
- 키레네의 왕들: 바투스 1세, 아르케실라오스 1세, 바투스 2세, 아르케실라오스 2세, 바투스 3세 (그리고 데모낙스의 개혁), 아르케실라오스 3세 (그의 도피, 복위, 암살), 바투스 4세, 그리고 아르케실라오스 4세 (그의 반란과 죽음)

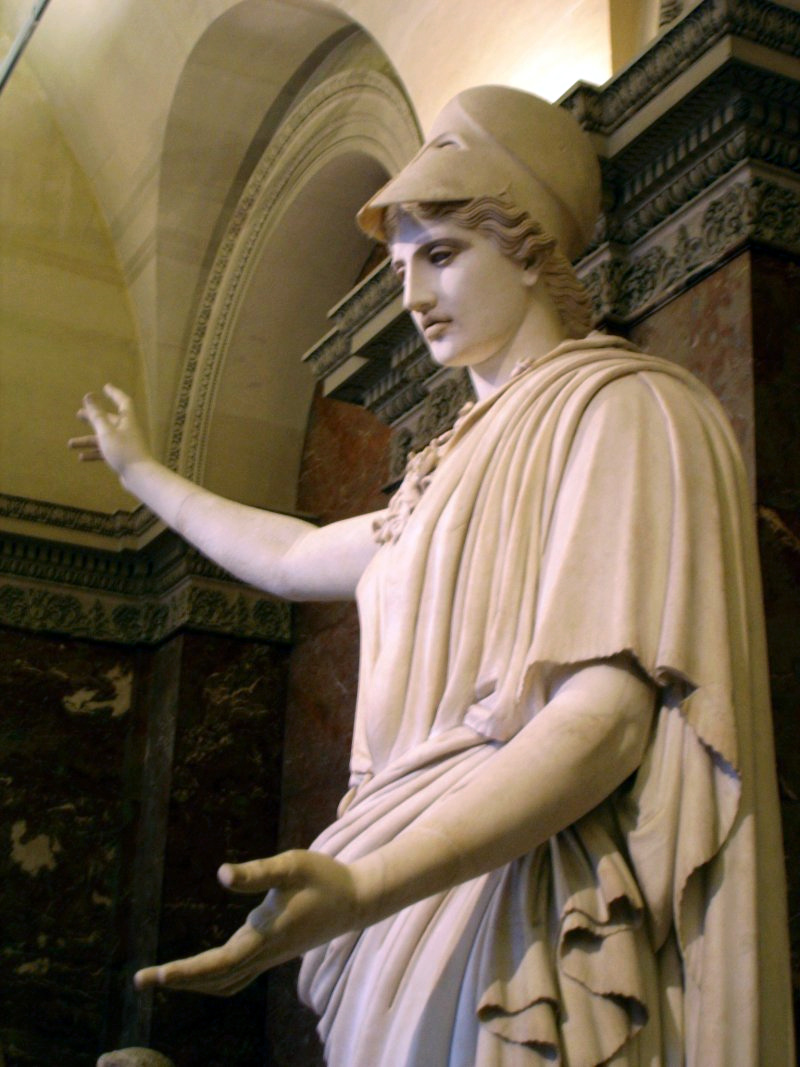
아테네의 수호 여신 아테나 동상

- 동쪽에서 서쪽으로 리비아의 민족들
- 아르케실라오스 어머니 페레티마의 복수

### 제5권 (테르프시코레)
- 메가바주스에 의한 트라키아인 공격
- 파이오니아인들의 아시아 이주
- 마케도니아의 알렉산드로스 1세에 의한 페르시아 사절단 학살
- 밀레토스의 참주 아리스타고라스에 의한 낙소스섬 공격 실패
- 페르시아에 대항한 밀레토스 반란
- 클레오메네스 1세 스파르타 왕과 그의 이복형제 도리에우스의 배경
- 사르디스에서 수사까지 페르시아 왕도에 대한 묘사
- 페니키아인에 의한 그리스의 쓰기 도입
- 스파르타에 의한 아테네 해방, 그리고 그 후 아테네에 대한 공격
- 클레이스테네스에 의한 아테네 부족 재편
- 테베인과 아이기나인에 의한 아테네 공격
- 코린토스의 참주 키프셀루스와 그의 아들 페리안드로스의 배경
- 스파르타에 대한 아리스타고라스의 도움 요청 실패, 아테네와의 성공적인 시도
- 사르디스 불타오르고, 다리우스가 아테네인들에게 복수를 맹세
- 이오니아 반란을 진압하려는 페르시아의 시도

### 제6권 (에라토)
- 히스티아이오스의 히오스섬 도주

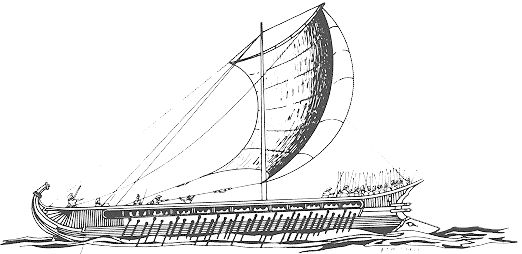
그리스의 트리에레스

- 포카이아의 디오니시오스에 의한 이오니아 함대 훈련
- 전투 중 사모스섬인들이 이오니아 함대를 포기한 일
- 페르시아인에 의한 이오니아 함대의 패배
- 하르파고스에 의한 히스티아이오스의 체포와 죽음
- 마르도니오스의 지휘 아래 고대 그리스 침략과 마케도니아 왕국 노예화
- 아토스산 근처 마르도니오스 함대 300척 파괴

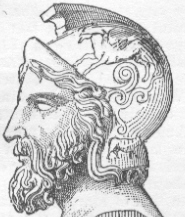
밀티아데스

- 다리우스가 그리스인들에게 흙과 물을 요구한 명령, 이로 인해 에기나를 포함한 대부분이 동의
- 아테네인들이 반역자들을 다루기 위해 스파르타의 클레오메네스 1세에게 도움을 요청
- 스파르타가 두 왕을 두게 된 역사적 배경과 그들의 권력
- 스파르타의 다른 왕 데마라투스가 그의 가문의 진실성이 의심되어 폐위된 일
- 클레오메네스와 새로운 왕 레오티키데스에 의한 에기나 반역자들 체포
- 광기 발작으로 인한 클레오메네스의 자살, 아마도 고대 아르고스와의 전쟁, 희석하지 않은 포도주 마시기, 또는 데마라투스 폐위 관여가 원인일 수 있음
- 에기나와 아테네 간의 전투
- 에레트리아인들이 아테네의 도움을 물리친 후 페르시아인에 의한 에레트리아 점령
- 페이디피데스가 도움을 요청하러 스파르타로 가는 길에 판 신을 만난 일
- 플라타이아인들의 도움과 아테네와의 동맹 배경
- 밀티아데스와 다른 스트라테고스가 이끈 마라톤 전투의 아테네 승리 (이 부분은 대략 6.100부터 시작한다)[27]
- 스파르타인들이 아테네를 돕기 위해 늦게 도착
- 알크마이오니다이 가문의 역사와 그들이 부와 지위를 얻게 된 과정
- 파로스섬 공격 실패와 림노스섬 성공적인 점령 후 밀티아데스의 죽음

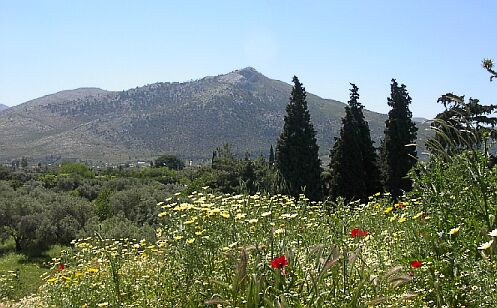
오늘날의 마라톤 평원

### 제7권 (폴림니아)
- 마라톤 전투에서의 패배를 알게 된 다리우스 1세가 군대를 모으다 (7.1)
- 아리아비그네스와 크세르크세스 1세 간의 다툼에서 크세르크세스가 다리우스의 후계자로 선택되다 (7.2-3)
- 기원전 486년 다리우스의 죽음 (7.4)
- 크세르크세스에 의한 이집트 반란군 진압
- 그리스 침공에 대한 크세르크세스에게 주어진 조언: 마르도니오스는 침공 찬성, 아르타바노스는 반대 (7.9-10)

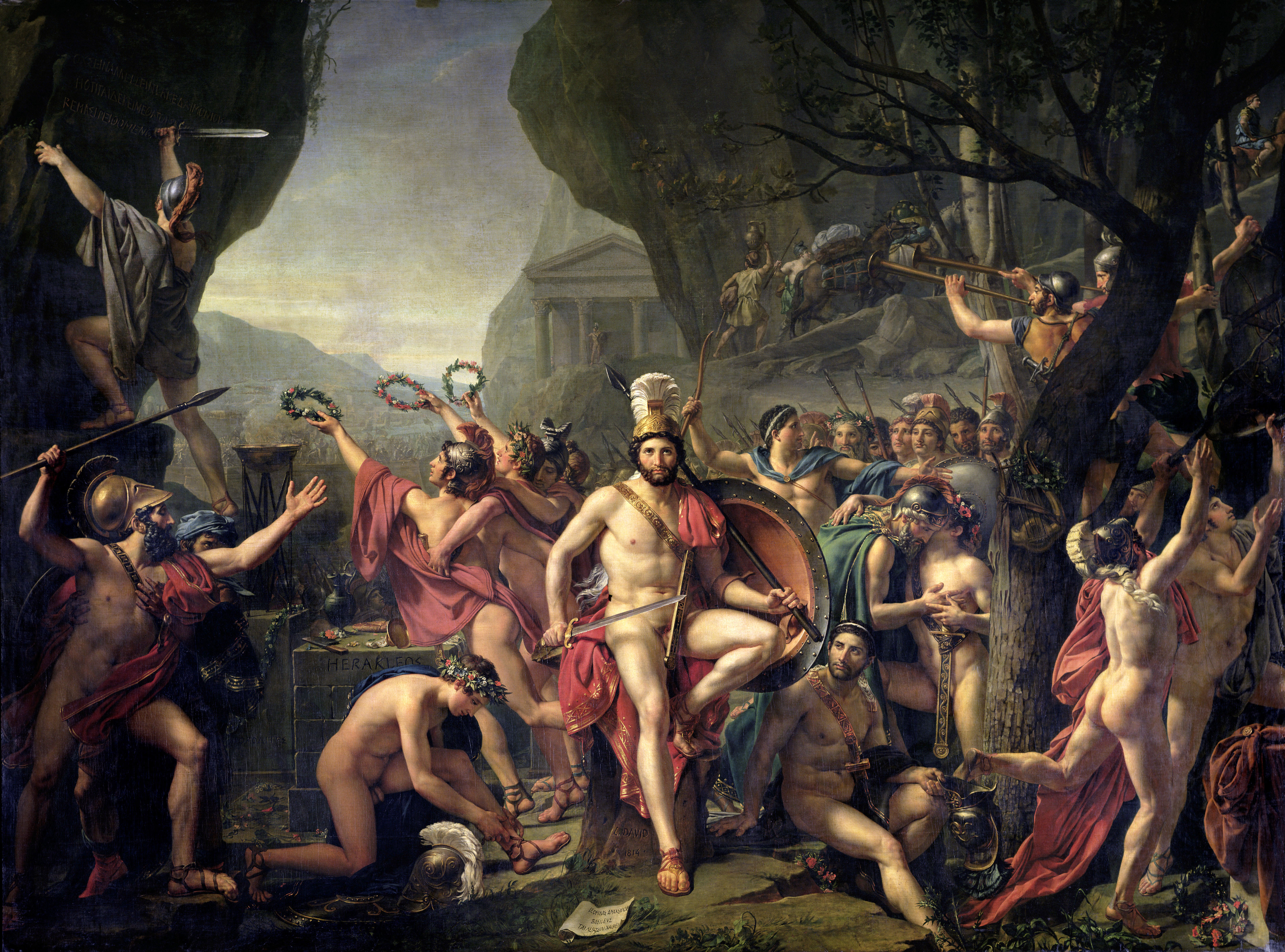
레오니다스 1세의 테르모필레 전투 (자크루이 다비드, 1814)

- 크세르크세스의 꿈: 유령이 그와 아르타바노스를 위협하여 침공을 선택하게 만들다
- 전쟁 준비, 크세르크세스 운하 건설과 헬레스폰토스 해협을 가로지르는 크세르크세스의 부교 건설 포함
- 피티오스가 크세르크세스에게 모든 재산을 주겠다고 제안하자 크세르크세스가 그에게 보상하다
- 피티오스가 아들 한 명만 집에 남겨두게 해 달라고 요청하자 크세르크세스가 분노하여 피티오스 아들들의 토막 난 시체 사이로 행진하다
- 고대 이집트인과 페니키아인들이 아비도스에 건설했던 다리의 파괴와 재건
- 테살리아, 테베, 멜리아, 고대 아르고스를 포함한 많은 그리스 국가들이 페르시아 편에 서다
- 시라쿠사의 겔로의 도움 요청 거부, 크레타의 거부
- 폭풍으로 인해 페르시아 함대 400척 파괴
- 레오니다스 1세가 이끈 소규모 그리스군(약 7,000명)이 페르시아군(약 5,283,220명, 헤로도토스 추정)을 지연시키기 위해 테르모필레로 파견되다
- 그리스인들이 3일간 협곡을 지킨 테르모필레 전투
- 에피알테스가 비밀 통로를 누설하여 히다르네스 2세가 산맥을 돌아 그리스군을 포위하게 하다
- 스파르타인, 테스피아이인, 테베인(스파르타인에 의해 강제 잔류)을 제외한 모든 병력의 후퇴
- 그리스군의 패배와 크세르크세스의 레오니다스 머리 제거 및 시신 십자가에 못 박기 명령

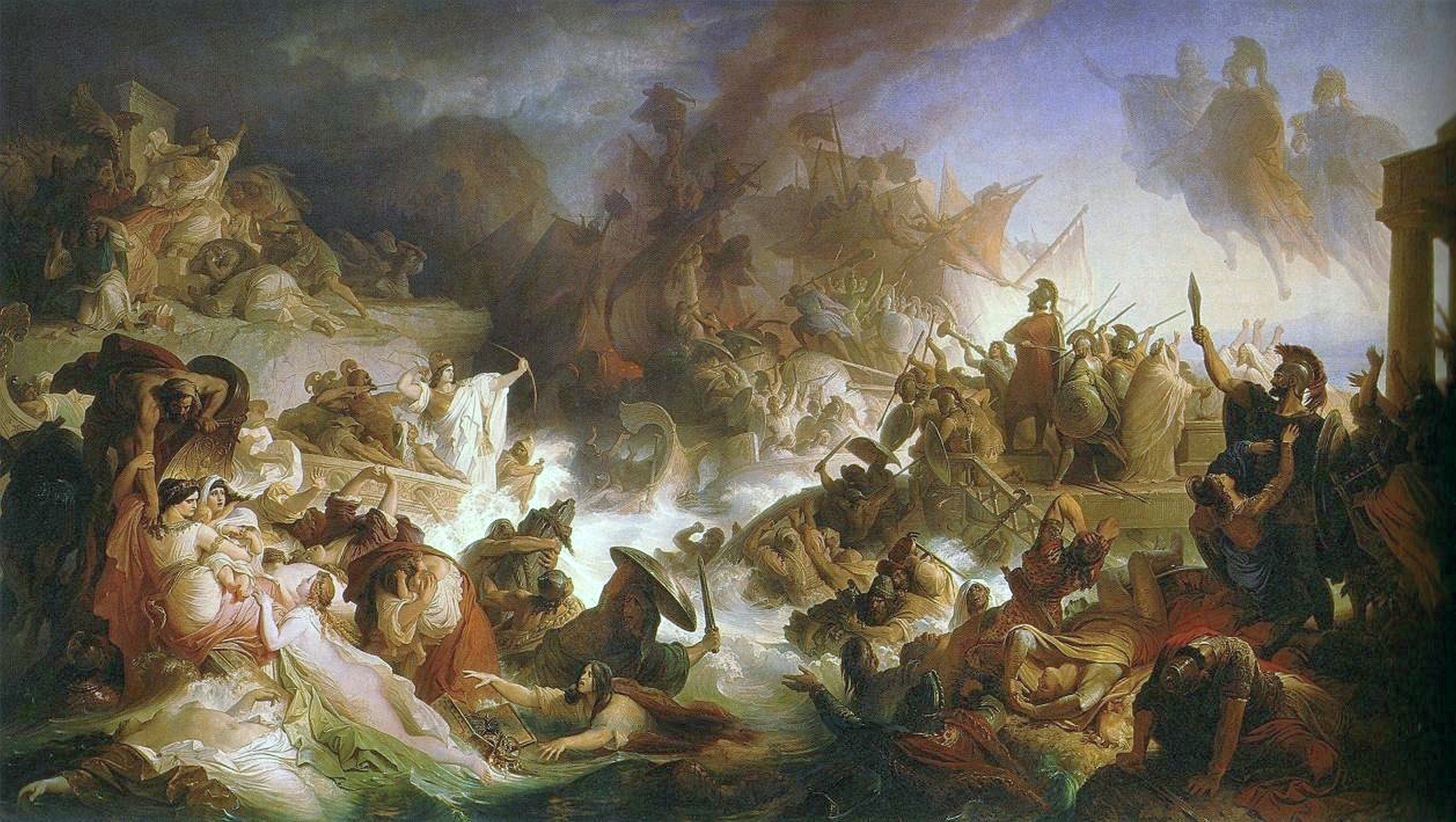
살라미스 해전 (빌헬름 폰 카울바흐, 1868)

### 제8권 (우라니아)
- 그리스 함대는 에우리비아데스가 이끈다. 에우리비아데스는 기원전 481년 지협 회의 후 그리스 함대를 지휘한 스파르타 지휘관이다.
- 그리스인들이 탈출하는 것을 막기 위해 파견된 200척의 배가 폭풍으로 파괴되다
- 테르모필레 전투에서의 패배 소식 후 그리스 함대의 후퇴
- 페르시아 공격으로부터 델포이의 초자연적인 구원
- 함대의 도움을 받아 아테네 주민을 대피시키다
- 살라미나섬에서 그리스 함대 증원, 총 378척으로 늘어나다
- 잔류한 사람들과의 어려움 끝에 페르시아 지상군에 의한 아테네 파괴
- 살라미스 해전: 그리스인들은 더 나은 조직력과 수영 능력 덕분에 적은 손실로 우위를 점하다
- 안가룸, 페르시아 기병 우체국에 대한 설명
- 페르시아 여군 지휘관 아르테미시아 1세의 부상과 그녀의 크세르크세스에게 페르시아로 돌아가라고 조언한 것

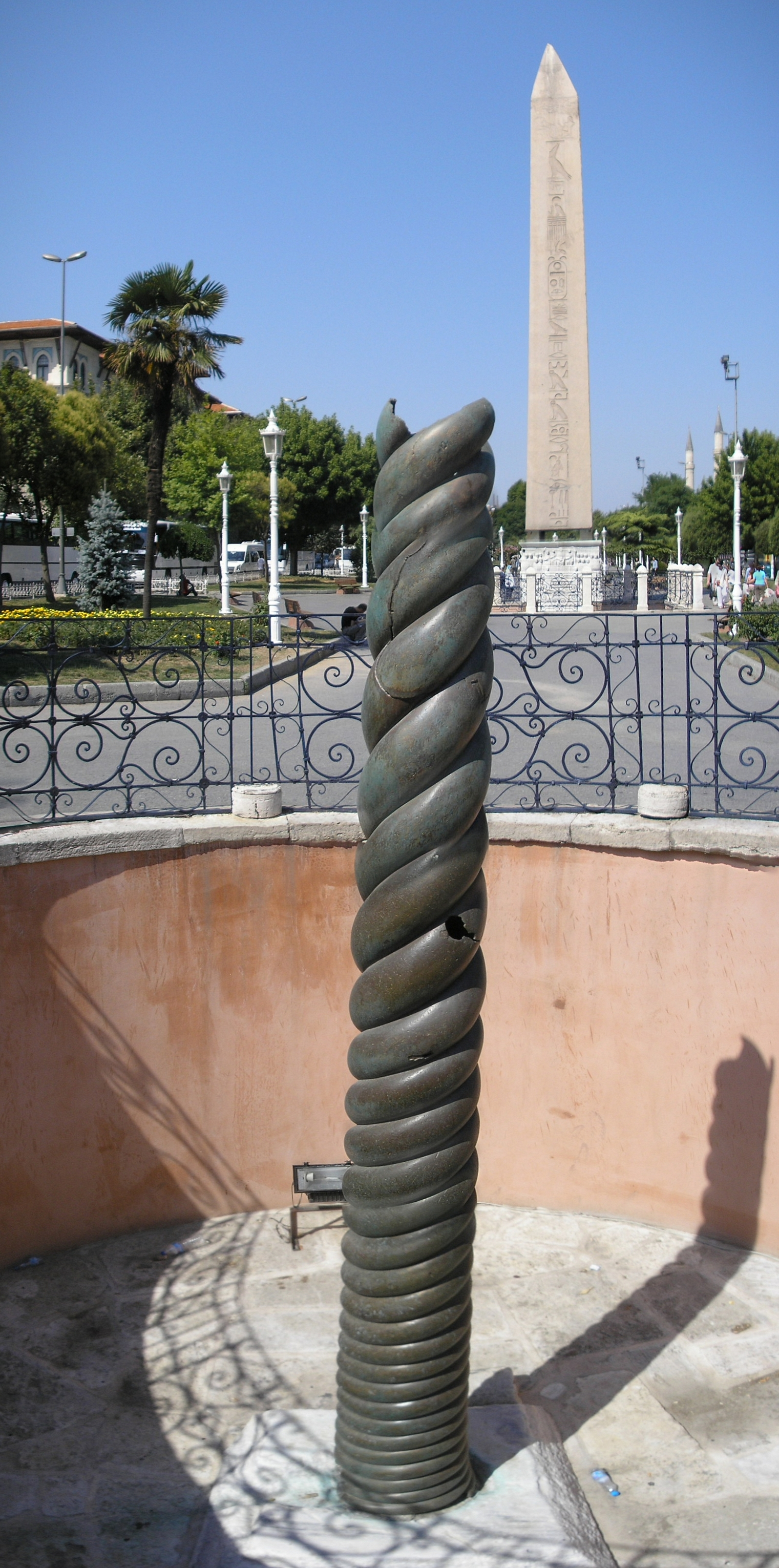
승리한 그리스인들이 델포이에 헌납하고 나중에 콘스탄티노폴리스로 옮겨진 뱀기둥

- 헤르모티무스, 크세르크세스의 수석 환관,의 파니오니우스에 대한 복수
- 아테네 함대 지휘관이자 살라미스에서 가장 용감한 그리스인인 테미스토클레스에 의한 안드로스 공격
- 크세르크세스의 도주와 테살리아에 마르도니오스 휘하 30만 정예 병력 남겨두기
- 마케도니아의 알렉산드로스 1세의 혈통, 페르디카스 1세 포함
- 알렉산드로스가 아테네와 페르시아 동맹을 맺으려 했으나 거부당하다

### 제9권 (칼리오페)
- 비워진 아테네의 두 번째 점령
- 라케다이몬 군대 파견 후 마르도니오스에 의한 테베로의 대피
- 아테네인들에 의한 페르시아 기병대 지휘관 마시스티우스 살해
- 알렉산드로스가 그리스인들에게 임박한 공격을 경고
- 아에임네스투스에 의한 마르도니오스의 죽음
- 테베로 후퇴한 페르시아군 학살 (플라타이아이 전투)
- 전리품 묘사와 분배
- 아르타바주스의 아시아로의 신속한 탈출
- 그리스 함대에 의한 이오니아에서의 페르시아군 패배 (미칼레 전투), 그리고 이오니아 반란
- 크세르크세스의 아내 아메스트리스의 명령으로 마시스테스의 아내 훼손
- 반란을 꾀하던 마시스테스의 죽음
- 아테네의 세스토스 봉쇄와 아르타익테스 체포
- 페르시아인들이 키루스에게 바위투성이 페르시스에서 이주하자고 제안했으나 무산되다

## 문체
헤카타이오스의 저서, 《가계도》 서문에서:
밀레토스의 헤카타이오스는 이렇게 말한다: 나는 이러한 것들을 나에게 진실로 보이는 대로 쓴다. 왜냐하면 그리스인들이 전하는 이야기들은 다양하고 내 생각에는 터무니없기 때문이다.

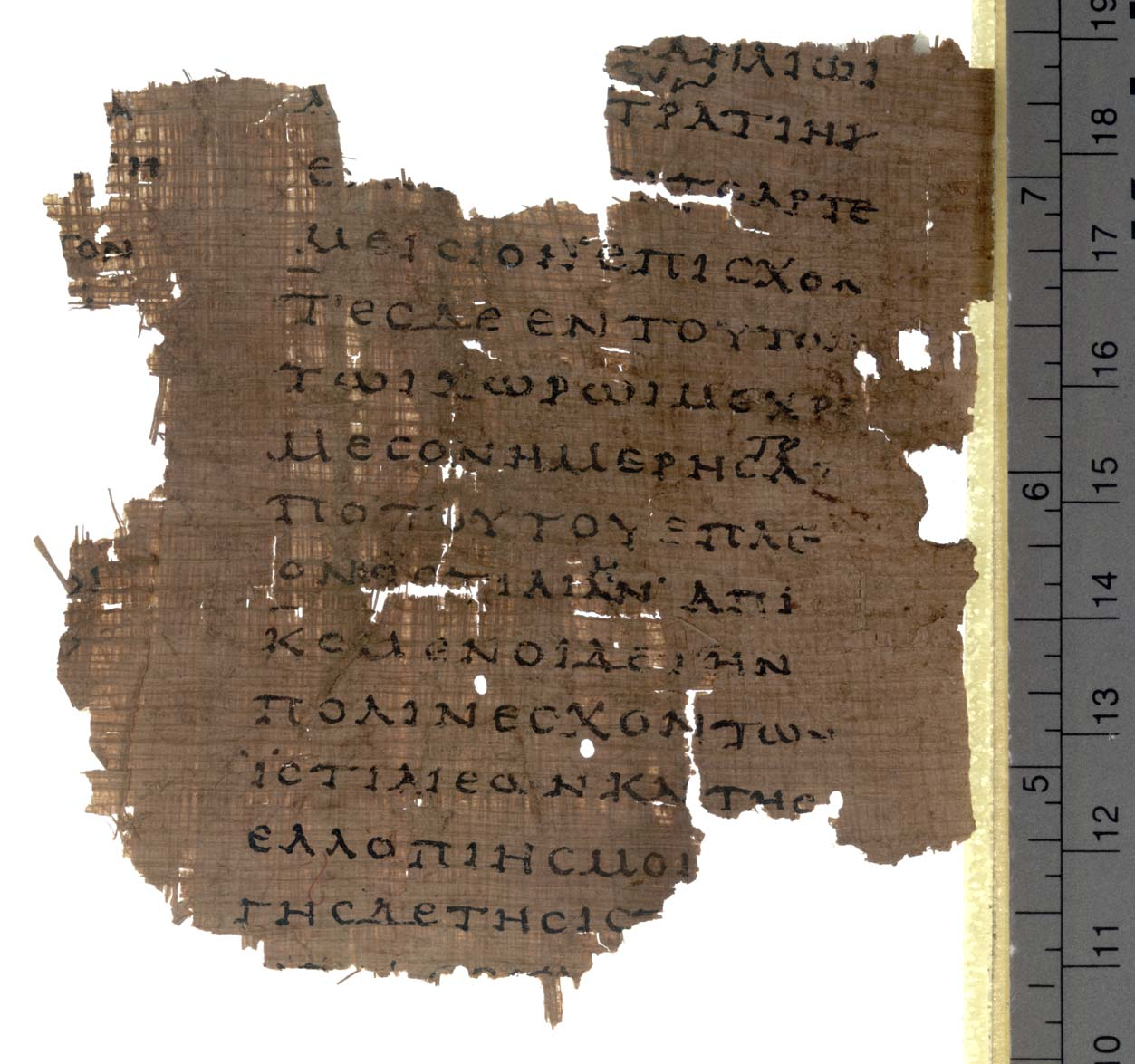
파피루스 옥시링쿠스 2099에 기록된 《역사》 제8권의 단편, 기원후 2세기 초

이는 헤로도토스의 전형적인 "소박하면서도" "국제적인" 시각을 보여준다. 그러나 한 현대 학자는 헤카타이오스의 작업을 "역사의 기이한 잘못된 시작"으로 묘사했다. 그의 비판 정신에도 불구하고, 그는 역사를 신화에서 해방시키지 못했기 때문이다. 헤로도토스는 자신의 《역사》에서 헤카타이오스를 언급하는데, 한 번은 그의 순진한 가계도를 조롱하고, 다른 한 번은 그의 국가 역사 처리에 대한 아테네인들의 불만을 인용한다. 포르피리오스가 에우세비우스가 기록한 인용문에서 말했듯이, 헤로도토스가 헤카타이오스로부터 많은 자료를 빌렸을 가능성이 있다. 특히 그는 헤카타이오스의 《알려진 세계의 일주》(페리에게시스/페리오도스 게스)에서 악어, 하마, 불사조에 대한 묘사를 베꼈을 가능성이 있으며, 심지어 출처를 "헬리오폴리스인"(《역사》 2.73)으로 잘못 표기했을 수도 있다.
그러나 헤카타이오스는 헤로도토스와 달리 살아있는 기억 속에 일어난 사건들을 기록하지 않았으며, 그리스 역사 구전 전통을 동양 역사의 더 큰 틀 속에 포함시키지도 않았다. 현대에 이와 관련하여 많은 학문적 추측이 있었음에도 불구하고, 헤로도토스가 자신의 작업의 야심찬 범위와 문명 간의 갈등이라는 웅장한 주제를 어떤 선배로부터 물려받았다는 증거는 없다. 헤로도토스는 경험적 관찰을 통해 이전 저자들의 지나친 도식주의를 교정함으로써 그들보다 더 많은 정보를 가지고 있다고 주장한다. 예를 들어, 그는 유럽과 아시아/아프리카가 크기가 같다는 오래된 완전한 원형 지구 이론과 대조적으로 대륙 비대칭을 주장한다(《역사》 4.36 및 4.42). 그러나 그는 다뉴브강과 나일강에 대한 대칭적인 개념과 같이 이상화하는 경향을 유지한다.
산문 "역사"의 이전 저자들에게 그가 빚진 바는 의문스러울 수 있지만, 헤로도토스가 시인들과 이야기꾼들의 모범과 영감에 많은 빚을 졌다는 것은 의심의 여지가 없다. 예를 들어, 아테네 비극 시인들은 그에게 왕의 오만으로 인해 균형이 깨진 갈등하는 세력 간의 세계관을 제공했으며, 그의 서사에 일화적 구조의 모델을 제공했다. 아테네 비극에 대한 그의 친숙함은 아이스킬로스의 《페르시아인》을 반복하는 여러 구절에서 입증된다. 여기에는 살라미스 해전에서 페르시아 해군의 패배가 지상군의 패배를 야기했다는 경구적인 관찰(《역사》 8.68 ~ 《페르시아인》 728)이 포함된다. 이 빚은 소포클레스에 의해 갚아졌을 수도 있는데, 그의 연극, 특히 《안티고네》의 한 구절에 헤로도토스의 인타페르네스 사망 기록(《역사》 3.119 ~ 《안티고네》 904–920)이 반영된 것처럼 보이기 때문이다. 그러나 이 점은 현대 학계에서 가장 논쟁적인 문제 중 하나이다.
호메로스는 또 다른 영감의 원천이었다. 호메로스가 떠돌이 음유시인들이 부르는 구전 시 전통에 광범위하게 의존했듯이, 헤로도토스도 이오니아 이야기 전통에 의존하여 여행 중에 우연히 접한 구전 역사를 수집하고 해석한 것으로 보인다. 이러한 구전 역사는 종종 민담 모티프를 포함하고 도덕적 교훈을 담고 있었지만, 또한 지리, 인류학, 역사와 관련된 실질적인 사실들을 포함하고 있었으며, 이 모든 것들은 헤로도토스에 의해 흥미로운 문체와 형식으로 편집되었다.

## 설명 방식
헤로도토스는 설명하기 위해 글을 쓴다. 즉, 그는 사건의 이유나 원인을 논한다. 그는 서론에서 다음과 같이 밝힌다: "이것은 할리카르나소스의 헤로도토스의 연구 결과물이다. 사람들의 행위가 시간과 함께 사라지지 않도록, 그리고 그리스인과 야만인 모두의 위대하고 칭찬할 만한 업적이 잊히지 않도록 하기 위함이며, 특히 그들이 서로 전쟁을 벌인 이유를 밝히기 위함이다."
이러한 설명 방식은 호메로스 이후로 거슬러 올라간다. 호메로스는 《일리아스》를 다음과 같이 묻는 것으로 시작한다:
어떤 불멸의 존재가 이 둘을 서로의 목을 조르게 만들었는가?

제우스의 아들과 레토의 아들이, 전사를 불쾌하게 하여.

아가멤논은 아폴론의 사제인 크리세스를 불명예스럽게 했고, 그래서 신은

그리스 진영을 역병으로 쳤고,

병사들은 그것으로 죽어가고 있었다.

호메로스와 헤로도토스 모두 인과성에 대한 질문으로 시작한다. 호메로스의 경우 "누가 이 둘을 서로의 목을 조르게 만들었는가?" 헤로도토스의 경우 "그리스인과 야만인은 왜 서로 전쟁을 벌였는가?"
헤로도토스의 설명 방식은 반드시 단순한 원인을 가정하지 않는다. 오히려 그의 설명은 여러 잠재적 원인과 감정을 다룬다. 그러나 "감사와 복수의 의무는 헤로도토스에게 기본적인 인간적 동기이며, ... 그 자체로 이야기 생성을 위한 주요 자극이다."
헤로도토스를 읽는 일부 독자들은 사건을 개인적인 동기에 연결시키는 그의 습관이 행동의 더 넓고 추상적인 이유를 이해하지 못함을 의미한다고 생각한다. 굴드는 오히려 이것이 헤로도토스가 그의 동시대인들이 이해하는 합리적인 이유를 제시하려고 노력했기 때문이며, 더 추상적인 이유를 제시하지 않았기 때문이라고 주장한다.

### 인과관계의 유형
헤로도토스는 신적 행위자와 인간적 행위자 모두에게 원인을 돌린다. 이들은 상호 배타적인 것이 아니라 상호 연결된 것으로 인식된다. 이는 적어도 호메로스 이후부터 그리스 사고 전반에 걸쳐 사실이다. 굴드는 사건을 설명하기 위해 초자연적인 것을 언급하는 것이 "왜 이런 일이 일어났는가?"라는 질문에 답하는 것이 아니라 "왜 나에게 이런 일이 일어났는가?"라는 질문에 답하는 것이라고 지적한다. 예를 들어, 부실한 건축은 집이 무너지는 인간적인 원인이다. 그러나 집이 내가 안에 있을 때 특정 순간에 무너지는 것은 신의 뜻이다. 특정 개인이 안에 있을 때 집이 무너진 것은 신들의 뜻이었고, 집이 약한 구조를 가지고 있어서 무너지기 쉬웠던 것은 인간의 원인이었다.
제프리 드 스텔크루아와 메이블 랭을 포함한 일부 저자들은 운명, 또는 "이렇게 될 수밖에 없었다"는 믿음이 헤로도토스의 궁극적인 인과 관계 이해라고 주장했다. 사건이 "일어날 예정이었다"는 헤로도토스의 설명은 아리스토텔레스와 호메로스의 표현 방식과 잘 일치한다. "일어날 예정이었다"는 생각은 5세기 드라마와 관련된 "비극적 발견"을 드러낸다. 이러한 비극적 발견은 호메로스의 《일리아스》에서도 볼 수 있다.
존 굴드는 헤로도토스를 "역사 철학"이나 "단순한 인과 관계"로 생각하기보다는 이야기꾼의 오랜 전통에 속하는 것으로 이해해야 한다고 주장한다. 따라서 굴드에 따르면, 헤로도토스의 설명 방식은 이전 세대로부터 전해 내려온 이야기 방식이자 서술 방식이다:
헤로도토스의 "일어날 일"에 대한 감각은 역사적 필연성 이론을 지닌 사람의 언어가 아니다. 그는 인간 경험 전체가 피할 수 없는 힘에 의해 제약되고, 인간의 선택이나 책임이 설 자리가 없으며, 이해하거나 저항하기에는 너무 거대한 힘에 의해 축소되고 경멸당한다고 보지 않는다. 오히려 그것은 이야기가 가져야 할 형태를 인식함으로써 이야기가 구조화되는 이야기꾼의 전통적인 언어이며, 이야기 속에 내재된 서사적 패턴의 모델로 인간 경험을 제시한다. 즉, "종결"과 끝맺음의 감각에 대한 서사적 충동 자체가 "설명"이 된다.

## 신뢰성

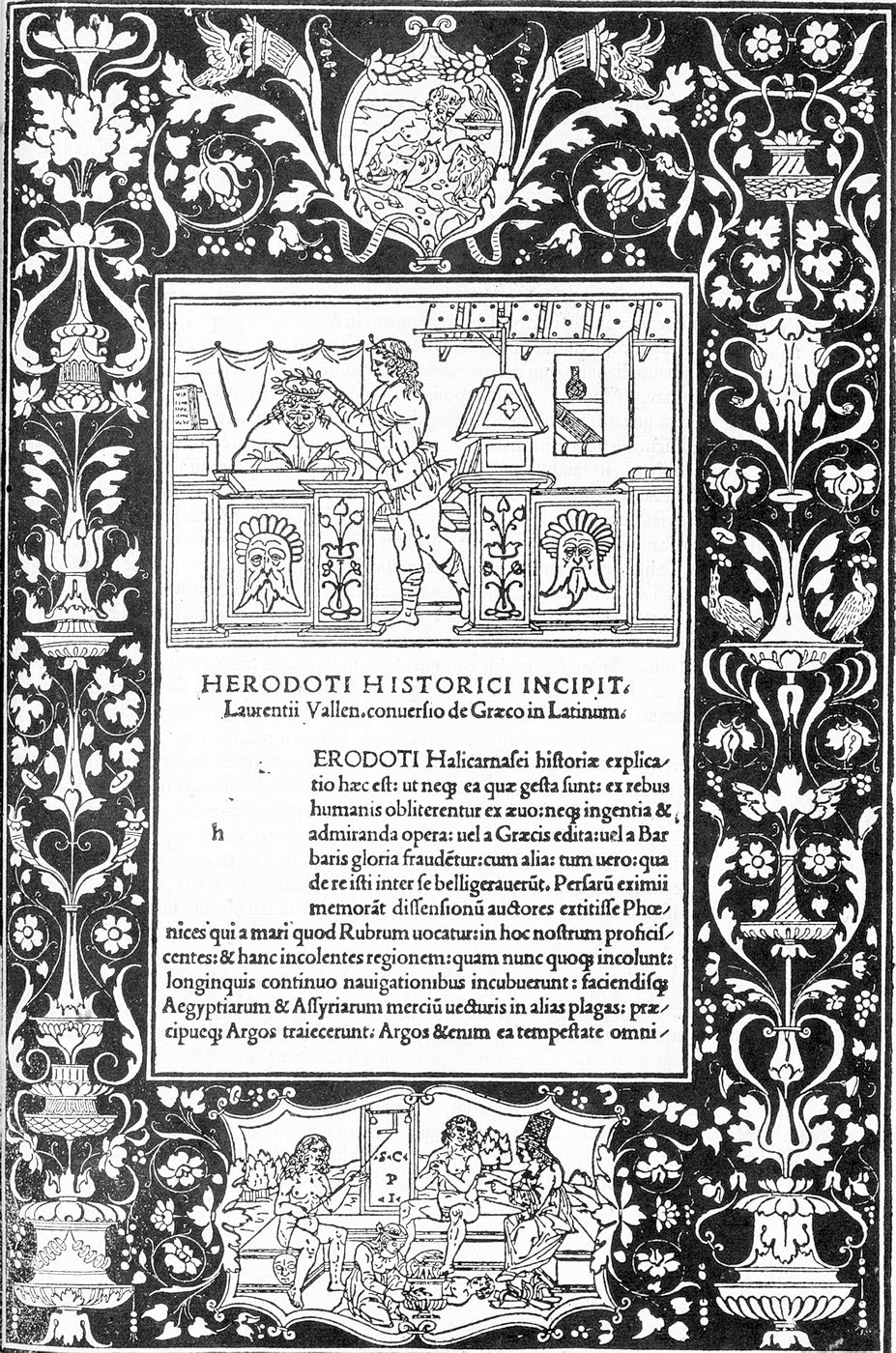
로렌초 발라가 라틴어로 번역한 《역사》의 헌사, 베네치아 1494년 인쇄

헤로도토스 작품의 정확성은 그의 시대 이래로 논란이 되어 왔다. 켄턴 L. 스파크스는 "고대에는 헤로도토스가 신뢰할 수 없고, 편향적이며, 영웅 칭찬에 인색하고, 거짓말쟁이라는 평판을 얻었다"고 썼다. 역사가 사모스의 두리스는 헤로도토스를 "신화꾼"이라고 불렀다. 마르쿠스 툴리우스 키케로 (《법률》 I.5)는 그의 작품이 전설 또는 "우화"로 가득하다고 말했다. 이 논란은 아리스토텔레스, 플라비우스 요세푸스, 플루타르코스에 의해서도 언급되었다. 알렉산드리아 문법학자 하르포크라티온은 "헤로도토스의 거짓말"이라는 제목으로 전체 책을 썼다. 사모사타의 루키아노스는 심지어 자신의 《진실한 역사》에서 "역사의 아버지"가 축복받은 자들의 섬에 자리를 차지하는 것을 거부하기도 했다.
투키디데스의 작품은 "진실성과 신뢰성" 때문에 종종 선호되었지만, 투키디데스는 페르시아 전쟁에 대한 처리에서 헤로도토스가 놓은 기초를 기본적으로 이어받았다. 이러한 비판에도 불구하고 헤로도토스의 작품은 일반적으로 높이 평가되었고 많은 사람들에게 신뢰할 수 있는 것으로 간주되었다. 고대 및 현대의 많은 학자들(스트라본, A. H. L. 헤렌 등)은 일상적으로 헤로도토스를 인용했다.
오늘날까지도 일부 학자들은 그의 작품이 적어도 부분적으로는 신뢰할 수 없다고 생각한다. 데틀레프 펠링은 "모두가 인정하는 문제"인 헤로도토스가 액면 그대로 받아들여질 수 없는 경우가 많다고 썼다. 펠링은 헤로도토스가 자신의 여행 범위를 과장하고 출처를 조작했다고 주장한다. 펠링에게 헤로도토스가 보고한 많은 이야기의 출처는 그 자체로 신뢰할 수 없어 보인다. 페르시아와 이집트의 정보 제공자들은 그리스 신화와 문학에 깔끔하게 들어맞는 이야기를 하지만, 자신들의 전통을 아는 흔적은 보이지 않는다. 펠링에게 유일하게 신뢰할 수 있는 설명은 헤로도토스가 이 출처들을 조작했고, 이야기 자체는 헤로도토스가 직접 꾸며냈다는 것이다.
많은 고대 역사가들처럼, 헤로도토스는 순수한 분석적 역사보다는 "흥미로운 사건, 위대한 드라마, 기묘한 이국적인 것"으로 즐거움을 주려는 전시적 요소를 선호했다. 그러므로 특정 구절들은 고대와 오늘날 모두 논란과 심지어 의심의 대상이 되었다.
논란에도 불구하고, 헤로도토스는 그의 시대 이전 두 세기 동안 그리스 세계, 페르시아 제국, 그리고 더 넓은 지역의 사건들에 대한 주요한, 종종 유일한 자료로 오랫동안 기능해 왔고 지금도 그러하다. 따라서 《역사》가 고대부터 일부 측면에서 비판받았을지라도, 현대 역사가와 철학자들은 일반적으로 그들의 출처와 인식론적 가치에 대해 더 긍정적인 견해를 취한다. 헤로도토스는 다양하게 "비교 인류학의 아버지", "민족지학의 아버지", 그리고 "총체적 역사의 이상에 대한 접근 방식에서 다른 어떤 고대 역사가보다 현대적"으로 간주된다.
19세기 말 이후의 발견들은 일반적으로 헤로도토스의 신뢰도를 높였다. 그는 스키티아에 위치한 겔로누스를 트로이보다 수천 배 더 큰 도시라고 묘사했는데, 이는 1975년 재발견될 때까지 널리 믿어지지 않았다. 현재 수몰된 고대 이집트 도시 헤라클레이온의 고고학적 연구와 이른바 "나우크라티스 비석"의 발견은 헤로도토스의 이전에 입증되지 않았던 헤라클레이온이 신왕국 시대에 건설되었다는 주장에 신뢰성을 부여한다.

### 바빌론
헤로도토스는 바빌론을 방문했다고 주장했다. 그의 작품에 바빌론의 공중 정원에 대한 언급이 없다는 점은 그의 신뢰성에 대한 추가적인 비판을 불러일으켰다. 이에 대해 댈리는 공중 정원이 바빌론이 아닌 니네베에 있었을 수도 있다고 제안했다.

### 이집트
헤로도토스가 이집트에 대해 쓴 내용의 신뢰성은 때때로 의문시된다. 앨런 B. 로이드는 역사적 문서로서 헤로도토스의 글이 심각한 결함이 있으며, 그가 "불충분한 자료"를 바탕으로 작업했다고 주장한다. 닐슨은 다음과 같이 썼다: "헤로도토스가 이집트에 있었다는 가능성을 완전히 배제할 수는 없지만, 그의 서술은 그것을 거의 증명하지 못한다." 독일 역사가 데틀레프 펠링은 헤로도토스가 나일강을 거슬러 올라간 적이 있는지 의문을 제기하며, 그가 이집트와 에티오피아에 대해 말한 거의 모든 것을 의심스럽게 여긴다. 펠링은 헤로도토스의 주장이 파라오 세소스트리스가 유럽에서 원정을 벌였고 콜키스에 식민지를 남겼다는 "전체 이야기 뒤에는 역사적 근거가 전혀 없다"고 말한다. 펠링은 헤로도토스의 작품이 허구로 의도되었다고 결론 내린다. 보데커는 헤로도토스 작품의 많은 내용이 문학적 장치라는 데 동의한다.
그러나 최근 침몰한 이집트 항구 도시 토니스-헤라클레이온 발굴 과정에서 (《역사》에 묘사된) 바리스가 발견되면서 헤로도토스의 여행과 이야기에 신빙성이 더해졌다.
고대 이집트와 아프리카의 역사와 민족지학에 대한 헤로도토스의 공헌은 해당 분야의 다양한 역사가들(콘스탕탱 프랑수아 드 샤스뵈프 볼네이 백작, W. E. B. 듀보이스, 피에르 몽테, 마르틴 베르날, 바질 데이비드슨, 데릭 A. 웰스비, 헨리 T. 오빈 등)에 의해 특히 높이 평가되었다. 많은 학자들은 헤로도토스 작품의 신뢰성(예: 나일강 유역)을 명시적으로 언급하며 현대 학자들에 의한 헤로도토스 기록의 확증을 보여준다. A. H. L. 헤렌은 그의 작품 전반에 걸쳐 헤로도토스를 인용하며 여러 구절(나일강의 원천, 메로에의 위치 등)에 대한 학자들의 확증을 제시했다.
셰이크 안타 디오프는 나일강 범람과 같은 여러 사례를 제시하며, 이는 헤로도토스가 "그 시대에 매우 꼼꼼하고 객관적이며 과학적이었다"는 자신의 견해를 뒷받침한다고 주장한다. 디오프는 헤로도토스가 "자신이 본 것과 들은 것을 항상 신중하게 구별한다"고 주장한다. 디오프는 또한 스트라본이 헤로도토스의 흑인 이집트인, 에티오피아인, 콜키스인에 대한 생각을 확증했다고 언급한다. 마르틴 베르날은 그의 논란의 여지가 있는 책 《블랙 아테나》에서 헤로도토스에 "놀라울 정도로" 의존했다.
영국의 이집트학자 데릭 A. 웰스비는 "고고학이 헤로도토스의 관찰을 생생하게 확인해 준다"고 말했다. 이집트인과 아시리아인에 대한 자신의 작업을 더욱 발전시키기 위해 역사가이자 소설가인 헨리 T. 오빈은 여러 구절에서 헤로도토스의 설명을 사용했다. 오빈에게 헤로도토스는 "세계 최초의 중요한 서사적 역사를 쓴 저자"였다.

### 과학적 추론

#### 지리학에 관하여
헤로도토스는 세계의 본질과 당대의 과학 상태에 대한 많은 정보를 제공하며, 종종 개인적인 추측 또한 펼친다. 예를 들어, 그는 나일강의 연간 범람이 남쪽 멀리 떨어진 곳의 눈이 녹은 결과라고 보고하며, 알려진 세계에서 가장 더운 아프리카에 어떻게 눈이 있을 수 있는지 이해할 수 없다고 언급하며, 사막 바람이 태양의 이 지역 통과에 미치는 영향에 기반한 정교한 설명을 제시한다(2:18ff). 그는 또한 아프리카를 일주하던 페니키아 선원들이 "서쪽으로 항해하면서 오른쪽에 태양을 보았다"는 보고를 전달하지만, 남반구의 존재를 알지 못했기 때문에 그 주장을 믿지 않는다고 말한다. 이러한 간략한 언급은 거의 나중에 덧붙인 것처럼 포함되었는데, 이 때문에 아프리카가 고대 항해자들에 의해 일주되었다고 주장되어 왔다. 태양이 바로 그곳에 있어야 했기 때문이다. 그의 인도에 대한 기록은 외부인이 작성한 인도 문명에 대한 가장 오래된 기록 중 하나이다.

#### 생물학에 관하여

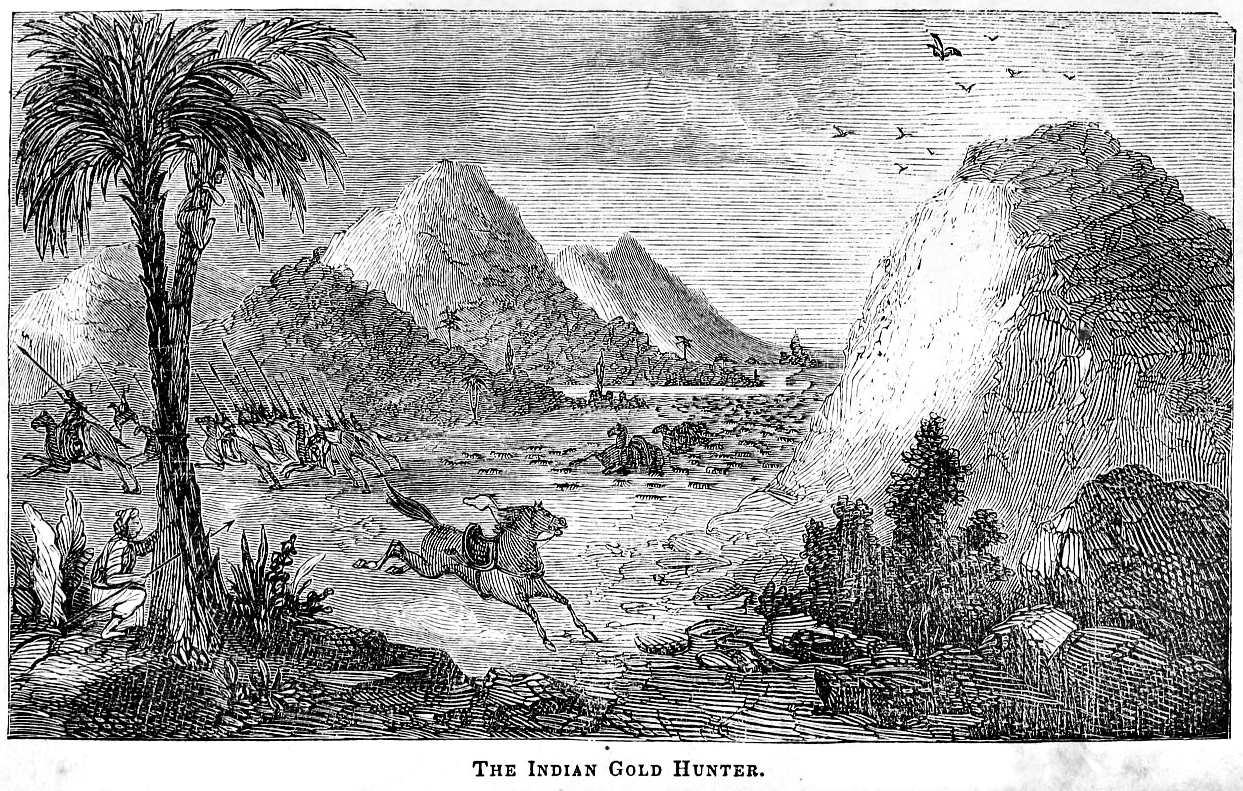
헤로도토스에 따르면 인도 금 사냥꾼들: 금 개미들이 금 사냥꾼들을 쫓는 모습.

인도와 파키스탄을 여행한 후, 프랑스 민족학자 미셸 페이젤은 《역사》의 가장 기이한 구절 중 하나를 밝힐 수 있는 동물 종을 발견했다고 주장했다. 제3권 102~105장에서 헤로도토스는 페르시아 제국의 극동 인도 지역 중 한 곳에 여우 크기만한 털이 많은 "개미" 종이 살고 있다고 보고한다. 그는 이 지역이 모래 사막이며, 그 모래에 미세한 금 먼지가 풍부하다고 보고한다. 헤로도토스에 따르면, 이 거대 개미들은 굴과 터널을 팔 때 종종 금 먼지를 파내고, 이 지역에 사는 사람들은 그 귀한 먼지를 모았다. 나중에 가이우스 플리니우스 세쿤두스는 자신의 《박물지》의 금광 부분에서 이 이야기를 언급할 것이다.

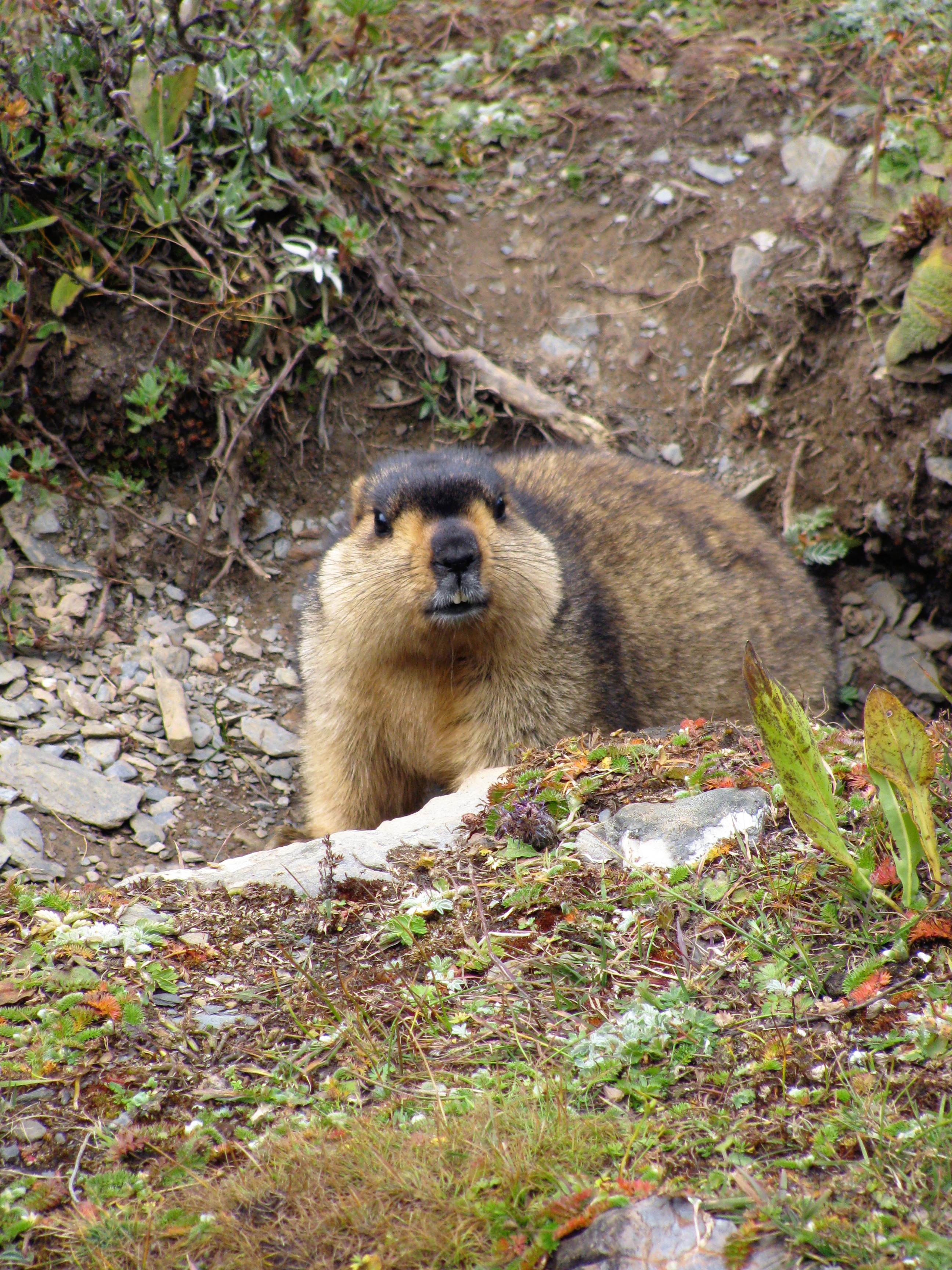
히말라야마멋

페이젤은 파키스탄 북부 길기트발티스탄 주 데오사이 고원의 고립된 지역에 마멋 종, 즉 땅을 파는 다람쥐의 일종인 히말라야마멋이 있는데, 이것이 헤로도토스가 거대 개미라고 불렀던 것일 수도 있다고 보고한다. 데오사이 고원 지역은 헤로도토스가 묘사한 지역과 비슷하게 금 먼지가 풍부하다. 페이젤에 따르면, 그는 데오사이 고원에 사는 미나로 부족 사람들을 인터뷰했는데, 그들은 수 세대 동안 마멋이 굴을 팔 때 지표면으로 가져오는 금 먼지를 모아왔다고 확인했다.
페이젤은 헤로도토스가 "마멋"을 뜻하는 고대 페르시아어 단어를 "산 개미"를 뜻하는 단어와 혼동했을 수 있다는 이론을 제시한다. 연구에 따르면 헤로도토스는 페르시아어(또는 모국어인 그리스어를 제외한 다른 언어)를 알지 못했을 가능성이 높으며, 광대한 다국어 페르시아 제국을 여행할 때 많은 현지 통역사에게 의존할 수밖에 없었다. 헤로도토스는 자신이 묘사한 생물들을 직접 보았다고 주장하지 않았다. 그러나 헤로도토스는 제3권 105장에서 "개미"가 다 자란 낙타를 쫓아 잡아먹는다고 주장했다.

### 편향성 비난
플루타르코스는 "헤로도토스의 악의"라는 작품에서 헤로도토스에 대해 "비방적인 허구"를 썼는데, 그는 카이로네이아 출신이거나 (이 경우 "악의적인 소문을 수집하는 데 능했던" 의사 플루타르코스일 수도 있다), 역사가가 테베 당국이 학교 설립 허가를 거부했기 때문에 테베에 편견을 가졌다는 주장이 포함된다. 마찬가지로 디온 크리소스토모스(또는 다른 익명의 저자)는 코린토스 연설에서 역사가가 코린토스에 편견을 가졌다고 비난했으며, 그 근거는 재정적 실망에 대한 개인적인 불만이었다. – 이 주장은 마르켈리누스도 그의 《투키디데스 생애》에서 언급했다. 사실 헤로도토스는 귀족이나 사제와 같이 공동체 내에서 권한을 가진 출처로부터 정보를 얻는 습관이 있었으며, 이는 국제적 수준에서도 발생하여 페리클레스의 아테네가 그리스 사건에 대한 그의 주요 정보원이 되었다. 그 결과, 그리스 사건에 대한 그의 보고서는 종종 라이벌 국가들, 특히 테베와 코린토스에 대한 아테네의 편견으로 물들어 있다.

### 자료 활용과 권위 의식

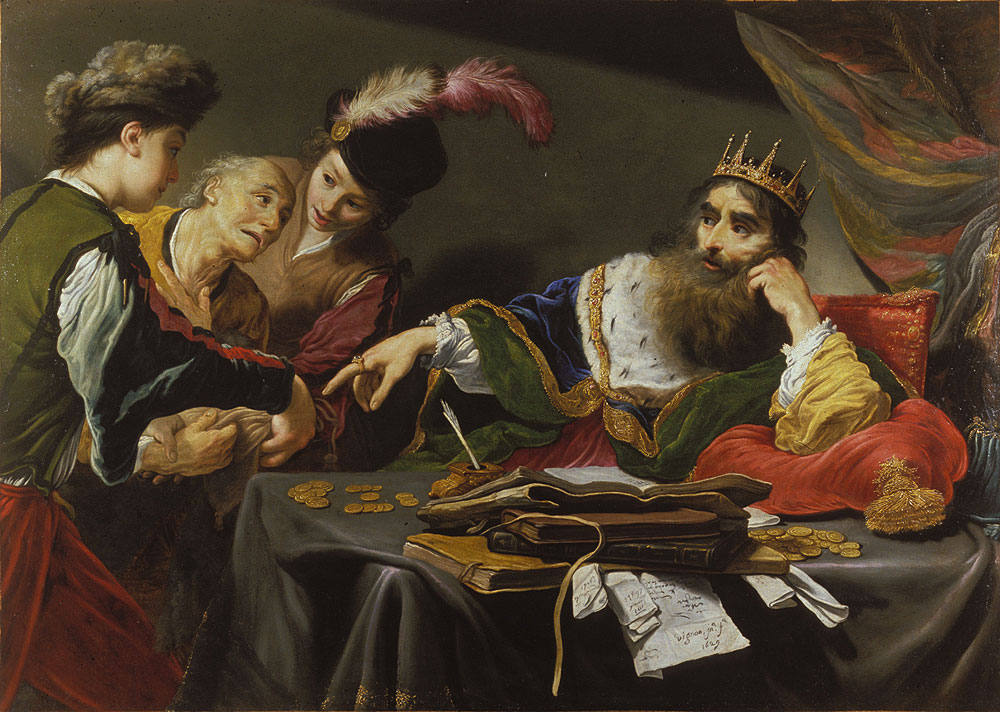
클로드 비뇽의 리디아 농민으로부터 공물을 받는 크로이소스

《역사》 1권 첫 부분부터 헤로도토스가 자신의 서술에서 다양한 자료를 사용하거나 (적어도 사용한다고 주장) 했음이 분명하다. K. H. 워터스는 "헤로도토스는 순전히 헬레니즘적 관점에서 작업하지 않았다. 그는 애국적이지만 다소 지각없는 플루타르코스에게 필로바르바로스, 즉 친야만인 또는 친외국인이라는 비난을 받았다"고 말한다.
헤로도토스는 때때로 같은 이야기에 대한 다양한 설명을 제시한다. 예를 들어, 1권에서 그는 이오에 대한 페니키아와 페르시아의 설명을 모두 언급한다. 그러나 헤로도토스는 때때로 다양한 설명들 사이에서 중재하기도 한다: "나는 이 사건들이 이러저러하게 일어났다고 말하지 않을 것이다. 오히려 나는 그리스인들에게 잘못을 시작했다고 내가 확실히 아는 사람을 지적할 것이다." 다시 말해, 헤로도토스는 나중에 스스로를 권위자로 주장한다: "나는 델포이인들로부터 직접 들었기 때문에 이것이 어떻게 일어났는지 안다."
헤로도토스는 그의 작품 전반에 걸쳐 사람들의 행동을 설명하려 노력한다. 아테네의 솔론에 대해 언급하면서 헤로도토스는 "[솔론]은 세상을 구경한다는 구실로 떠났지만, 실제로는 자신이 정한 어떤 법도 폐지하도록 강요받지 않기 위해서였다"고 말한다. 다시, 크로이소스와 그의 아들 죽음에 대한 이야기에서, 아드라스투스(크로이소스의 아들을 실수로 죽인 남자)에 대해 말하면서 헤로도토스는 다음과 같이 말한다: "아드라스투스 ... 자신이 세상에서 가장 불운한 사람이라고 믿고, 무덤 위에서 스스로 목숨을 끊었다."

## 헤로도토스와 신화
헤로도토스는 자신의 "탐구"를 진지한 지식 추구로 여겼지만, 집단 신화에서 유래한 흥미로운 이야기들을 서술하는 것을 마다하지 않았다. 그러나 그는 자신의 역사적 방법론에 따라 신중하게, 즉 탐구를 통해 이야기들을 확증하고 그 가능성을 시험함으로써 그렇게 했다. 신들이 인간사에 직접 나타나지는 않지만, 헤로도토스는 "많은 것이 신들이 인간사에 관여한다는 것을 내게 증명한다"고 단호하게 말한다(IX, 100).
제1권 23장과 24장에서 헤로도토스는 "당시 살아있는 어떤 사람에게도 뒤지지 않는" 유명한 하프 연주자 아리온이 돌고래에게 구조된 이야기를 서술한다. 헤로도토스는 "매우 놀라운 일이 일어났다고 한다"고 이야기의 서두를 열며, "코린토스인과 레스보스인들이 그 문제에 대한 설명에 동의한다"고 덧붙여 그 진실성을 주장한다. 페리안드로스 궁정에서 매우 부유해진 아리온은 이탈리아와 시칠리아로 항해하려는 열망을 품었다. 그는 자신이 신뢰할 수 있다고 생각했던 코린토스 선원들이 탄 배를 고용했지만, 선원들은 그를 바다에 던져 그의 재산을 강탈하려 음모를 꾸몄다. 아리온은 음모를 발견하고 목숨을 애원했지만, 선원들은 그에게 두 가지 선택을 주었다: 그 자리에서 자살하거나 배에서 뛰어내려 바다에서 스스로를 책임지라는 것. 아리온은 물속으로 몸을 던졌고, 돌고래가 그를 해안으로 데려다주었다.
헤로도토스는 분명히 역사가이자 이야기꾼으로서 글을 쓴다. 헤로도토스는 호메로스의 예술적인 이야기 엮기와 후대 역사가들의 합리적인 자료 기록 사이에서 유연한 입장을 취한다. 존 헤링턴은 헤로도토스의 서양 예술과 사상사에서 역동적인 위치를 설명하기 위한 유용한 은유, 즉 헤로도토스를 켄타우로스로 발전시켰다:
동물의 인간 앞부분은… 고상하고 책임감 있는 고전 역사가이다. 이와 분리할 수 없게 결합된 몸통은 멀리 떨어진 산에서 온 것, 우리의 관습이 효력이 없는 더 오래되고 더 자유롭고 더 거친 영역에서 온 것이다.

헤로도토스는 단순한 자료 수집가도, 단순한 이야기꾼도 아니다. 그는 둘 다이다. 헤로도토스는 사건에 대한 정확한 설명을 제공하는 데 분명히 관심이 있지만, 이는 그의 연구 대상인 문제의 진실을 표현하는 데 도움이 될 강력한 신화적 요소를 그의 서술에 삽입하는 것을 막지 않는다. 따라서 헤로도토스가 《역사》에서 무엇을 하는지 이해하려면, 신화학자로서의 인간과 역사가로서의 인간, 또는 신화로서의 작품과 역사로서의 작품 사이에 엄격한 구분을 두어서는 안 된다. 제임스 롬이 썼듯이, 헤로도토스는 사건이 기억되고 다시 이야기되는 방식(예: 신화나 전설에서)이 비록 전적으로 사실이 아니더라도 유효한 종류의 이해를 생성한다는 일반적인 고대 그리스 문화적 가정을 바탕으로 작업했다. 따라서 헤로도토스에게는 신화와 역사가 모두 진실한 이해를 생성하는 데 필요하다.

## 유산
헤로도토스의 《역사》의 유산에 대해 역사가 배리 S. 스트라우스는 다음과 같이 썼다:
그는 역사상 가장 위대한 이야기꾼 중 한 명일 뿐이다. 그의 서사 능력은 그 이유 중 하나이다. ... 헤로도토스를 역사의 아버지라고 부르는 사람들. 이제 그 칭호는 그가 마땅히 받을 만한 것이다. 기원전 5세기에 살았던 그리스인 헤로도토스는 개척자였다. 그는 인간사에 대한 연구를 위해 동지중해와 그 너머를 여행했다: 그리스에서 페르시아, 이집트 사막에서 스키타이 초원, 리디아 강에서 스파르타의 메마른 언덕까지. 그리스어로 "연구"는 historia이며, 여기서 우리의 단어 "history"가 유래했다. ... 헤로도토스는 위대한 역사가이다. 그의 작품은 현대 학문의 기준에 비추어 볼 때 매우 잘 견뎌낸다. 그러나 그는 역사가 그 이상이다. 그는 세 가지 위대한 주제를 가진 철학자이다: 동양과 서양 간의 투쟁, 자유의 힘, 그리고 제국의 흥망성쇠. 헤로도토스는 페르시아 제국의 부상에서부터 그리스 독립에 대한 성전, 그리고 헬레니즘의 자위적 움직임에서부터 아테네를 새로운 제국으로 만들 과도한 확장의 시작까지 독자를 이끈다. 그는 우주에서 원자에 이르기까지 운명과 신들, 그리고 개인이 변화를 만들 수 있는 능력 사이를 넘나든다. 그리고 그의 글에는 순수한 서사적 힘이 있다. ... 옛 거장은 계속해서 우리를 다시 부른다.

## 서지 정보
- 천병희 옮김, 역사, 숲, 2009, ISBN 9788991290266
- 김봉철 옮김, 역사, 길, 2016, ISBN 9788964451366

## 대중 문화
헤로도토스 자료를 바탕으로 한 역사소설
- Kapuściński, R. 《헤로도토스와의 여행》.

- Pressfield, S. 《강철의 문》. 소설은 제7권의 테르모필레 전투를 중심으로 한다.

- Prus, B. 《파라오》. 헤로도토스의 제2권 《역사》에 묘사된 미궁 장면을 포함한다.

- Vidal, G. 《창조》. 많은 장면을 페르시아 관점에서 해석한다.

- Wolfe, G. 《안개의 병사》. 유명한 판타지 작가의 소설 시리즈 중 첫 번째.

- 앤서니 밍겔라, 《잉글리시 페이션트》. 제목에 나오는 인물은 심하게 화상을 입고 영국 악센트를 가진 남자인데, 개인적인 메모, 그림, 기념품이 담긴 닳고 낡은 《역사》를 가지고 있다.

## 비평판
- 헤로도토스 (1908) [ 430c. BC]. 〈제1권: 제1–4권 포함〉.   Hude, C. 《헤로도티 히스토리아이》. 영국 옥스퍼드: 옥스퍼드 대학교 출판부.
- 헤로도토스 (1908) [ 430c. BC]. 〈제2권: 제5–9권 포함〉.   Hude, C. 《헤로도티 히스토리아이》. 영국 옥스퍼드: 옥스퍼드 대학교 출판부.

- 헤로도토스 (1987) [ 430c. BC].  Rosén, H.B., 편집. 《헤로도티 히스토리아이》. I: 제1-4권 포함. 독일 라이프치히. doi:10.1515/9783110965926. ISBN 9783598714030.
- 헤로도토스 (1997) [ 430c. BC].  Rosén, H.B., 편집. 《헤로도티 히스토리아이, 제2권, 제5–9권. 색인》. II: 제5–9권 포함, 비판적 색인 추가. 슈투트가르트. doi:10.1515/9783110965919. ISBN 978-3-598-71404-7.

- 헤로도토스 (2015) [ 430c. BC]. 〈제1권: 제1–4권 포함〉.   Wilson, N.G. 《헤로도티 히스토리아이》. 영국 옥스퍼드: 옥스퍼드 대학교 출판부.
- 헤로도토스 (2015) [ 430c. BC]. 〈제2권: 제5–9권 포함〉.   Wilson, N.G. 《헤로도티 히스토리아이》. 영국 옥스퍼드: 옥스퍼드 대학교 출판부.

## 번역본
- 헤로도토스 (1849) [ 430c. BC]. 《역사》 (전문). 번역 Cary, H. 뉴욕 하퍼  – 인터넷 아카이브 (archive.org) 경유.

- 헤로도토스 (1858). 《제1권 – 제9권》 (전문, 모든 권). 번역 Rawlinson, G. – classics.mit.edu 경유.

- 헤로도토스 (1904). 《역사》 (전문). 번역 Macaulay, G.C. – 프로젝트 구텐베르크 (gutenberg.org) 경유.
  - 《제1권》.
  - 《제2권》.

- 헤로도토스 (1920–1925). “역사” (전문). 번역 Godley, 알프레드 데니스. 매사추세츠주 케임브리지.
  - 《제1권》. 《librivox》 (오디오북).
  - 《제2권》. 《librivox》 (오디오북).
  - 《제3권》. 《librivox》 (오디오북).

- - 《제1권 : 제1-2권》. 1920.
  - 《제2권 : 제3-4권》. 1921.
  - 《제3권 : 제5-7권》. 1922.
  - 《제4권 : 제8-9권》. 1925.

- 헤로도토스 (1954) [ 430c. BC, 1972, 1996, 2003]. 〈발췌본〉.   Burn, A.R.; Marincola, John. 《역사》. 번역 de Sélincourt, A. 1회 개정판. 2015년 5월 4일에 원본 문서에서 보존된 문서. 2020년 3월 26일에 확인함.

- 헤로도토스 (1958) [ 430c. BC]. 《역사》. 번역 Carter, Harry.

- 헤로도토스 (1985) [ 430c. BC]. 《역사》. 번역 Grene, D.

- 헤로도토스 (1992) [ 430c. BC]. 《역사》. 번역 Blanco, Walter; Roberts, J.T.

- 헤로도토스 (1998) [ 430c. BC]. 《역사》. 번역 Waterfield, R.

- 헤로도토스 (2003) [ 430c. BC]. 《역사》 (전문).

- 헤로도토스 (2013) [ 430c. BC]. 《역사》. 번역 Holland, Tom. 더 펭귄 그룹.[깨진 링크]

- 헤로도토스 (2014) [ 430c. BC]. 《역사》. 번역 Mensch, Pamela. 제임스 롬 주석 포함.

## 필사본
- 파피루스 옥시링쿠스 18
- 파피루스 옥시링쿠스 19
- 파피루스 옥시링쿠스 2099, 기원후 2세기 초 – 제8권 단편

## 같이 보기
- 스테가노그래피
- 파다에이
- 오타네스
- 멘데스의 염소
- 소스트라토스 (아이기나)

## 내용주
1. ↑  헤로도토스(제2권 68장)는 악어새가 악어를 찾아가면 악어가 입을 벌려 거머리를 먹게 한다고 주장했는데, 이는 오늘날 청소 공생이라고 불릴 만한 행동이다. 현대의 연구에서는 "모래도요"가 "악어의 입과 목덜미에서 거머리를 제거하고 악어 몸에 붙은 곤충들을 쪼아 먹는" 모습이 간헐적으로 보고될 뿐이다.[24]
2. ↑  "그의 작품의 구상과 계획, 부분의 배열과 순서, 사상의 어조와 특성, 수많은 작은 표현과 단어에서 호메로스 학자가 나타난다."[37]
3. ↑  보데커는 헤로도토스의 문학적 장치 사용에 대해 언급한다.[60]